# Dějiny filmu
Dějiny filmu jako nezávislé umělecké formy začínají po roce 1895, kdy byl s velkým ohlasem v Paříži předveden kinematograf bratrů Lumièrů.
Film vznikl jako technický zázrak, nejmladší, syntetický a audiovizuální druh umění, jehož hlavním atributem je ikoničnost. Vynálezcem filmu je T. A. Edison, ale prapočátky filmu se dají najít už u tzv. oživené fotografie. Existují dvě základní paradigmata: pasivní zachycování reality (dokumentaristická linie – Lumiére) a sci-fi, triková linie (Mélies).
Bratři Lumiérové se zabývali dokumentárními a cestopisnými filmy, přičemž je chtěli přivézt z Francie do USA. Za první krátký dějový film je považován jejich Pokropený kropič. Mezi první představitele filmu patří Georges Méliès (vynález filmového triku, sci-fi, film Cesta na Měsíc).
Ve Francii vznikly první filmové společnosti (Pathé a Gaumont). V roce 1908 vznikla ve Francii Společnosť filmového umění (Societé film d'art), a v roce 1906 Charles Pathé zahájil celosvětovou expanzi filmu.
Prapočátky filmu tvoří němý film. Ten vznikl koncem 19. století. Promítal se s hudebním doprovodem s pomocí gramofonu nebo klavíru.

## Raná kinematografie a začátky

### Nezbytné inovace pro vytvoření prvního filmu
Optické hračky, hrátky se stínem, „magické lucerny“, a vizuální triky existují již tisíce let. Mnoho vynálezců, vědců a výrobců pozorovalo vizuální fenomén, kde se řada individuálních statických snímků dala do pohybu a vytvořily iluzi pohybu – koncept pojmenovaný jako Persistence of Vision. Tuto iluzi poprvé popsal britský lékař Peter Roget v roce 1824 a stala se prvním krokem k vývoji kinematografie.
Řada technologií – jednoduché optické a mechanické hračky týkající se pohybu a vize – byla vyvinuta na konci 19. století a předcházela tak zrození filmového průmyslu:
- V 17. století v Římě byla vynalezen Athanasiusem Kircherem první primitivní „magická lucerna“. Byl to přístroj s objektivem, který promítal obraz z fólie na stěnu s jednoduchým zdrojem světla (např. svíčkou).
- 1824 – vynález thaumatropu (první verze optického klamu, který využíval konceptu Persistence of Vision, poprvé uvedeném ve vědeckém článku Petera Rogeta), který pojmenoval anglický lékař Dr. John Ayrton Paris.

Persistence of vision

- 1831 – objev zákona elektromagnetické indukce anglickým vědcem Michaelem Faradayem, princip k výrobě elektřiny a pohánění motorů a ostatních strojů (včetně filmových technik).
- 1832 – vynález fantaskopu (nebo také phenakistiscop) vytvořeným belgickým vynálezcem Josephem Plateau. Zařízení, které simulovalo pohyb. Série nebo sekvence samostatných obrázků zobrazující různé fáze činnosti, jako např. žonglování nebo tance, byly uspořádány po obvodu nebo na okraji drážkovaného kotouče. Když byl kotouč umístěn před zrcadlo a točil s ním, mohl divák při pohledu skrz otvory vidět „pohybující“ se obraz.
- 1834 – vynález a patent dalšího stroboskopického přístroje, Daedalum (v roce 1867 Američanem Williamem Lincolnem přejmenovaným jako Zoetrope), britským vynálezcem Williamem George Hornerem. Představoval dutý rotační válec (či válec s klikou) se sekvenčními fotografiemi, kresbami nebo ilustracemi na vnitřní straně pravidelně rozmístěnými do úzkých drážek, kterými divák pozoroval „pohybující“ se kresby.
- 1839 – zrození fotografie a komerčně nezávislé daguerrotypie (způsob fotografování na stříbrné či měděné plechy) zásluhou francouzského malíře a vynálezce Jacques-Louis Daguerre Mandeeho.

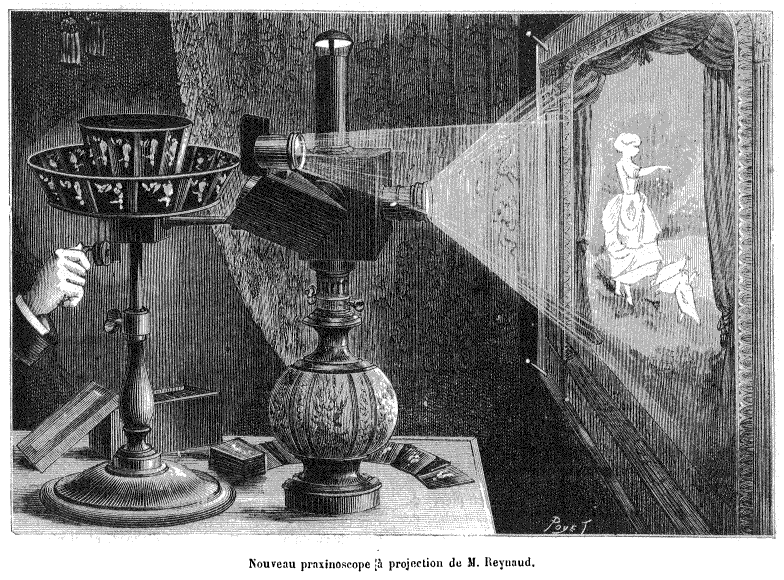
Projekce Reynaudového praxinoskopu v roce 1882

- 1841 – patentování kalotypie (nebo také talbotypie, proces pro tisk fotografií na negativní vysoce kvalitní papír) britským vynálezcem Williamem Henry Fox Talbotem.
- 1861 – vynález kinematoskopu, patentovaným Američanem Sellersem Colemanem, zlepšující rotující lopatkové stroje zobrazující (ručně zalomenou) sérii stereoskopických snímků na skleněnou desku, postupně byl namontovaný na do bedny.
- 1869 – rozvoj celuloidu Johnem Wesley Hyattem, patentovaném v roce 1870 a ochranou známkou v roce 1873 – později byl využit jako základ fotografického filmu.
- 1870 – První demonstrace Phasmotropu (nebo Phasmatropu) Henrym Renno Heylem ve Filadelfii, USA, na které představil v rychlém sledu statické fotografie nebo fotografie tanečníků a vytvořil tak iluzi pohybu.
- 1877 – vynález praxinoskopu francouzským vynálezcem Charlesem Emile Reynaudem. Byl to „projektor“ se zrcadlícím se bubnem, který vytvářel iluzi pohybu a byl podobným zařízením jako Zoetrope. Veřejné demonstrace praxinoscopu byly promítány v roce 1890 s projekcí „filmů“ trvajících 15 minut v jeho pařížském Theatre Optique.
- 1879 – Thomas Alva Edison uskutečnil první veřejnou výstavu účinné žárovky, později využitou ve filmových projektorech.

### Fascinace pohyblivým obrazem
Obraz je nejjednodušší a všeobecně nejsrozumitelnější způsob sdílení zkušeností a zážitků. Od nejranějších časů lidé usilovali o zobrazení nejen světa, ale světa v pohybu. Jeskynní malby z doby kamenné ohromují přesností, s níž jsou zachycena zvířata, lovci a tanečníci v pohybu. Obrazové příběhy na vlysech egyptských hrobů zobrazují zřetelně opakování stále stejných postav, z nichž se při pečlivém pohledu vyklubou studie jednotlivých fází pohybu. Tyto za sebou řazené reliéfy běžícího válečníka, zdvihajícího svůj oštěp stále výše vykazují úžasnou podobnost se za sebou jdoucími políčky filmového pásu.
V Asii se pohyblivé obrázky promítají již nejméně tisíc let. Nejstarší doklady stínohry, při níž byli na plátno „vykouzleni“ bohové a hrdinové, bájná zvířata i démoni, pocházejí z Číny 11. století našeho letopočtu. Dvourozměrné filigránové figurky z vydělané zvířecí kůže byly umělecky vybarveny a byly tak tenké, že je bylo možno prozářit světlem olejové lampy. Jejich barevné stíny se pak pohybovaly po plátně. Především v Indonésii je stínohra wayang kulit oblíbená dodnes.

### Od camery obscury k fotoaparátu
Téměř všechny dřívější pokusy rozpohybovat a promítat obrázky sloužily k předstírání působení nadpřirozených sil. Tak uvedl v Evropě 16. století senzacechtivé publikum v hrůzu a strach pomocí podivuhodné trikové bedny potulný Ital Giovanni Battista della Porta. V zatemněné místnosti „vyčaroval“ užaslému publiku čerta. K tomu Porta použil princip „temné komory“ – camery obscury, popsaný poprvé již na přelomu tisíciletí.

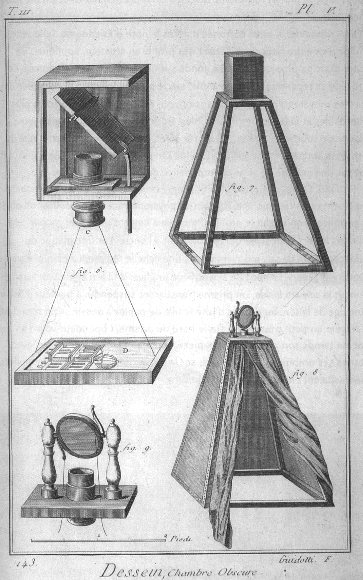
Camera obscura v Encyklopedie aneb Racionální slovník věd, umění a řemesel

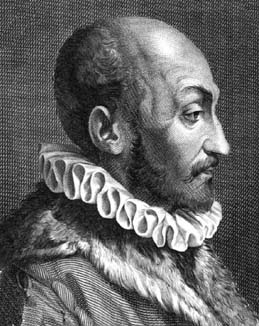
Giovanni Battista della Porta

Odhalil jej arabský učenec Abu Ali al-Hasan, když hledal zařízení, s nímž by mohl pozorovat zatmění Slunce bez poškození zraku. Využil skutečnosti, že světlo, které padá malým prostorem do jinak naprosto temného prostoru, promítá na stěnu obraz předmětu a obrazů, které se nacházejí před otvorem. Porta umístil své publikum do camery obscury zády k otvoru ve zdi, zatímco vně pokoje se před ním pohyboval pomocník v kostýmu čerta. Přestože camera obscura promítá obráceně a čert zdánlivě stál na hlavě, neminul se účinkem. Nová hračka se rychle rozšířila po celé Evropě. Vědci stejně jako pouťoví umělci přizpůsobili princip pro své účely a dále jej vyvíjeli. Zjistilo se například, že čočka zasazená do otvoru pro světlo zlepšuje promítaný obraz a že obraz může být převrácen do správné pozice pomocí našikmo postaveného nebo dutého zrcadla.
V 18. století používali malíři a kreslíři podstatně zmenšenou přenosnou cameru obscuru k vyhotovení co možná nejvěrnějších obrazů. Promítali zobrazení předmětů nebo krajin na kreslící papír nebo na plátno a pak jej obkreslili. Potřeba zaznamenat takové zobrazení přímo vedla v 19. století k vynalezení fotografie, která je dodnes založena na principu camery obscury.

### První promítání kouzelnou lucernou
Velký úspěch na trhu kuriozit a zázračných přístrojů slavila v Evropě 18. století předchůdkyně moderního projektoru, laterna magica. Současník ji popsal jako „malého pomocníka, který slouží k tomu, aby na bílé stěně zviditelňoval duchy a strašlivé obludy, což těm, kdo neznají jeho tajemství, připadá jako čáry a kouzla.“
Tajemství kouzelné lucerny ovšem odhalil již v roce 1671 ve svém traktátu Ars magna lucis et umbrae učenec Athanasius Kircher. Popsal zařízení, s nímž je možno malé, na skleněné destičky namalované obrázky promítat na bílou zeď. K tomu člověk uložil zdroj světla, jehož účinek zesilovalo duté zrcadlo, do malé krabice. Pomalované skleněné destičky se pak hlavou dolů vsunovaly mezi svíčku a jediný otvor v krabici. Spojná čočka před otvorem spojovala světlo procházející skleněným obrázkem, takže na stěnu ve ztemnělé místnosti byl vržen zřetelný obraz.

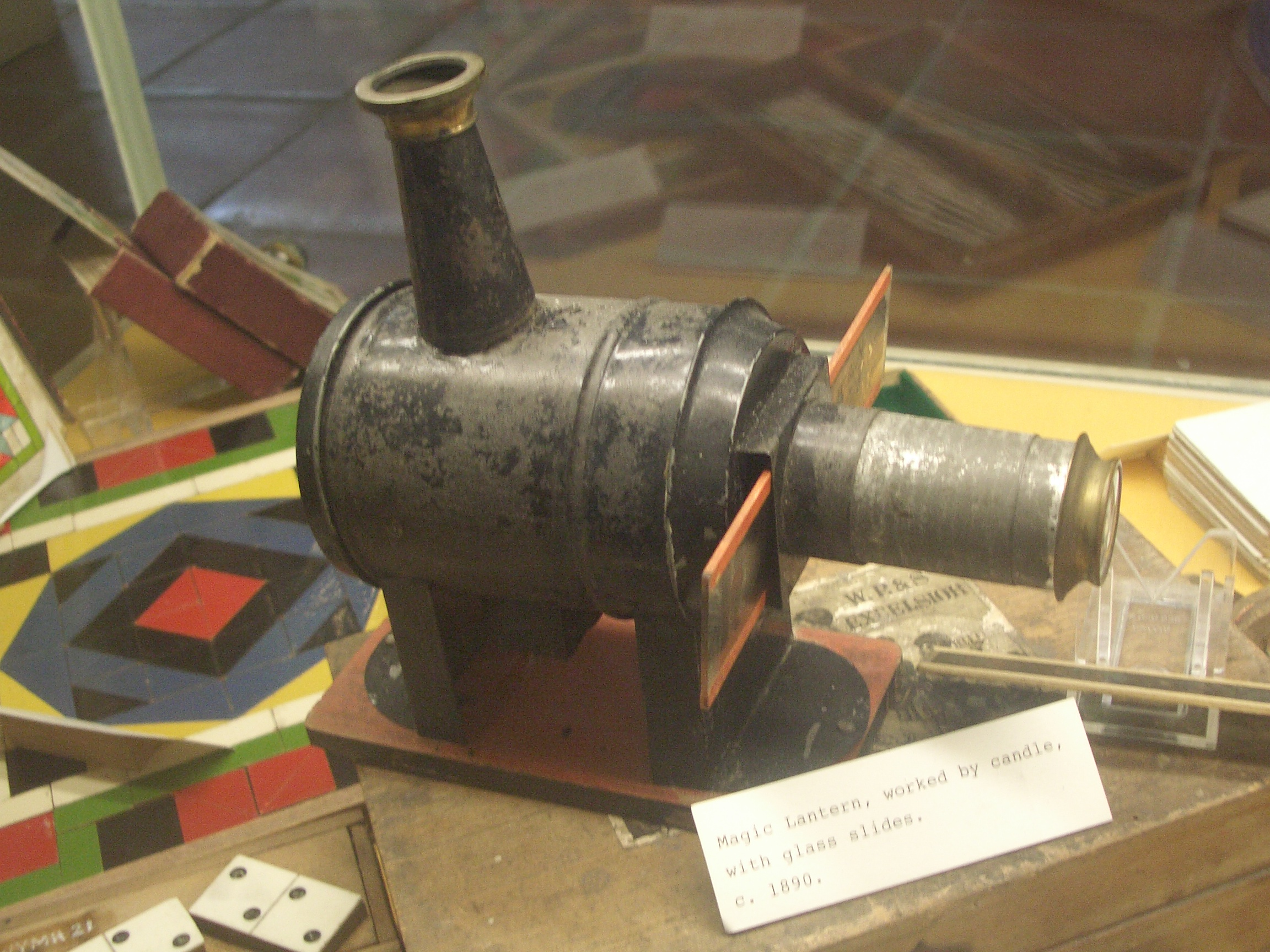
Kouzelná lucerna (Laterna magica) ve wymondhamském muzeu

Především nevzdělaný lid se nechal na trzích podvádět různými šarlatány a kouzelníky. Ale i v elegantních salonech pobláznili obchodně zdatní zaklínači duchů své vzdělané publikum domnělými výstupy čertů, strašidel a vyvolanými mrtvými, jejichž obrazy se ve skvěle zinscenovaném představení promítaly efektně na bílý kouř. Laterna magica zůstávala při takovém zjevení samozřejmě skrytá. V osvíceném 19. století využívali vědci tento praktický přístroj ke zpříjemnění svých přednášek promítáním vysvětlujícího obrazového materiálu a hračkářský průmysl úspěšně nabízel kouzelnou lucernu jako senzaci do dětských pokojů zámožných občanů.
Vynález kinematografu vytlačil nakonec kouzelnou lucernu z trhu kuriozit. Bez ní by se však 28. prosince 1895 v Grand Café v Paříži žádná filmová premiéra nekonala: bratři Lumiérové použili laternu magicu jako světelný zdroj pro promítání.

### Iluze v pohybu
S laternou magicou byl splněn jeden podstatný předpoklad pro vznik kinematografie: možnost promítat obrazy před větším publikem. Tyto obrazy však byly ještě v klidu. Od prolínání posunovacích obrázků v kouzelné lucerně vývoj ke skutečné iluzi pohybu nevedl. Až do 19. století byla výroba pohyblivých obrázků stále závislá na skutečném, s promítáním spojeném pohybu: figurky stínohry vodili loutkaři a della Portovi čerti museli před otvorem camery obscury pochodovat.
Aby bylo možno fotograficky nebo kreslířsky zachycené obrazy rozpohybovat, bylo třeba objevit zvláštní optický efekt. To, že vnímáme promítání filmového pásu jako „ živý obraz“ spočívá v optickém klamu. Filmový pás sestává z řady po sobě následujících obrázků, které zobrazují pohyb po maličkých krocích. Když tyto jednotlivé obrázky lidské oko vnímá v rychlém sledu – optimální je 24 snímků za sekundu – splynou do „živého obrazu“. Dlouhou dobu se věda domnívala, že tento efekt vzniká díky setrvačnosti lidského oka, jejímž následkem je tzv. doznívání zrakového vjemu – oko podrží vjem obrazu ještě krátký čas poté, co již zmizel. Tak může vjem prvního splynout s vjemem druhého, rychle po něm následujícího obrazu.

## Vývoj filmu

### Stroboskopický jev

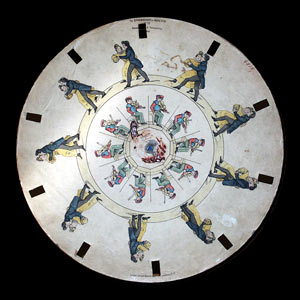
Jeden ze Stampferových stroboskopických disků, 1830

Za iluzi pohybu ve filmu je zodpovědné působení záblesků, stroboskopický jev. Rychlý sled jednotlivých obrazů splyne do pohyblivého toku jen tehdy, když je promítání obrazů přerušováno krátkými fázemi tmy. Tento efekt objevil anglický přírodovědec Michael Faraday, když se snaží zjistit, proč loukoťové kolo projíždějící za plaňkovým plotem vypadá, jako by stálo či dokonce couvalo. Došel k závěru, že oko spojuje přerušované vjemy do zkreslených nebo chybných obrazů. Tento takzvaný stroboskopický efekt nemění jen vnímání skutečného pohybu, ale za zvláštních podmínek může naopak simulovat pohyb reálně neexistující.

### Kolo dalo obrazu život
Belgičan Joseph Plateau a Rakušan Simon Stampfer využili Faradayův objev a nezávise na sobě navrhli hračku, která jako první vytvářela skutečně pohyblivé obrazy. Stampferův stroboskop a Plateauův fenakistiskop sestávaly z kulatého disku, na jehož vnějším okraji byly namalovány fázové obrázky pohybu, například manželský pár tančící spolu. Ve vnitřním kruhu pod nimi byly umístěny průzory. Když se pak člověk postavil s přístrojem před zrcadlo a pozoroval v něm skrze průzory obraz rotujícího obrazu, měl dojem, že se dítě skutečně pohybuje. Tmavé plochy mezi průzory přerušovaly pohled na obrázky v zrcadle a vyvolávaly tak stroboskopický jev. Toto první zařízení pro tvorbu pohyblivých obrazů bylo také příslušně pojmenované: kolo života.

### Pohyblivé plátno
Na snadno pochopitelnou myšlenku promítat pohyblivé obrazy na plátno, aby se zpřístupnily většímu publiku, přišel konečně rakouský důstojník a vášnivý vynálezce Franz von Uchatius. Roku 1845 zkombinoval kolo života s principem laterny magicy. Do svého vlastnoručně vytvořeného promítacího přístroje zasadil disk se dvanácti průhlednými obrázky. Před každý obrázek umístil čočku a nechal promítací světlo otáčet se za obrázky, takže se jeden za druhým, s potřebnou krátkou tmavou fází, promítaly na stejné místo plátna. Tato ještě skutečně složitá aparatura se stala prodejním hitem, přestože byla schopna na zeď promítat jen skutečně krátké pohyblivé scény. Uchatiův návrh postavit promítací přístroj s čočkami pro sto obrázků nebyl uskutečněn, jelikož by byl příliš nákladný.

### První kreslený animovaný film
Francouzi Emilu Reynaudovi se podařilo promítnou na plátno krátké kreslené animované filmy. Roku 1877 nejprve vynalezl praxinoskop – nahradil průzory zázračného bubnu hranolovitým věncem zrcadel umístěným kolem rotační osy přístroje. Pozorovatel se díval na jeden bod věnce pohybujícího se bubnu. Množství zrcadel zajišťovalo nezbytné stroboskopické přerušování, takže vznikl pohyblivý obraz. Roku 1888 si Reynaud nechal patentovat „optické divadlo“. S tímto přístrojem byl schopen promítat potažené pásy filmu, na nichž byly vyryty a následně vybarveny fáze pohybu malých scének. Tyto průsvitné filmové pásy byly již opatřeny poutky, která dovolovala odvíjení filmu z jedné na další roli. Světlo laterny magicy prozařovalo obrázky fází a promítalo je na věnec zrcadel, zatímco druhé zrcadlo je změnilo na iluzi pohybu na plátně.

### Světelné obrazy

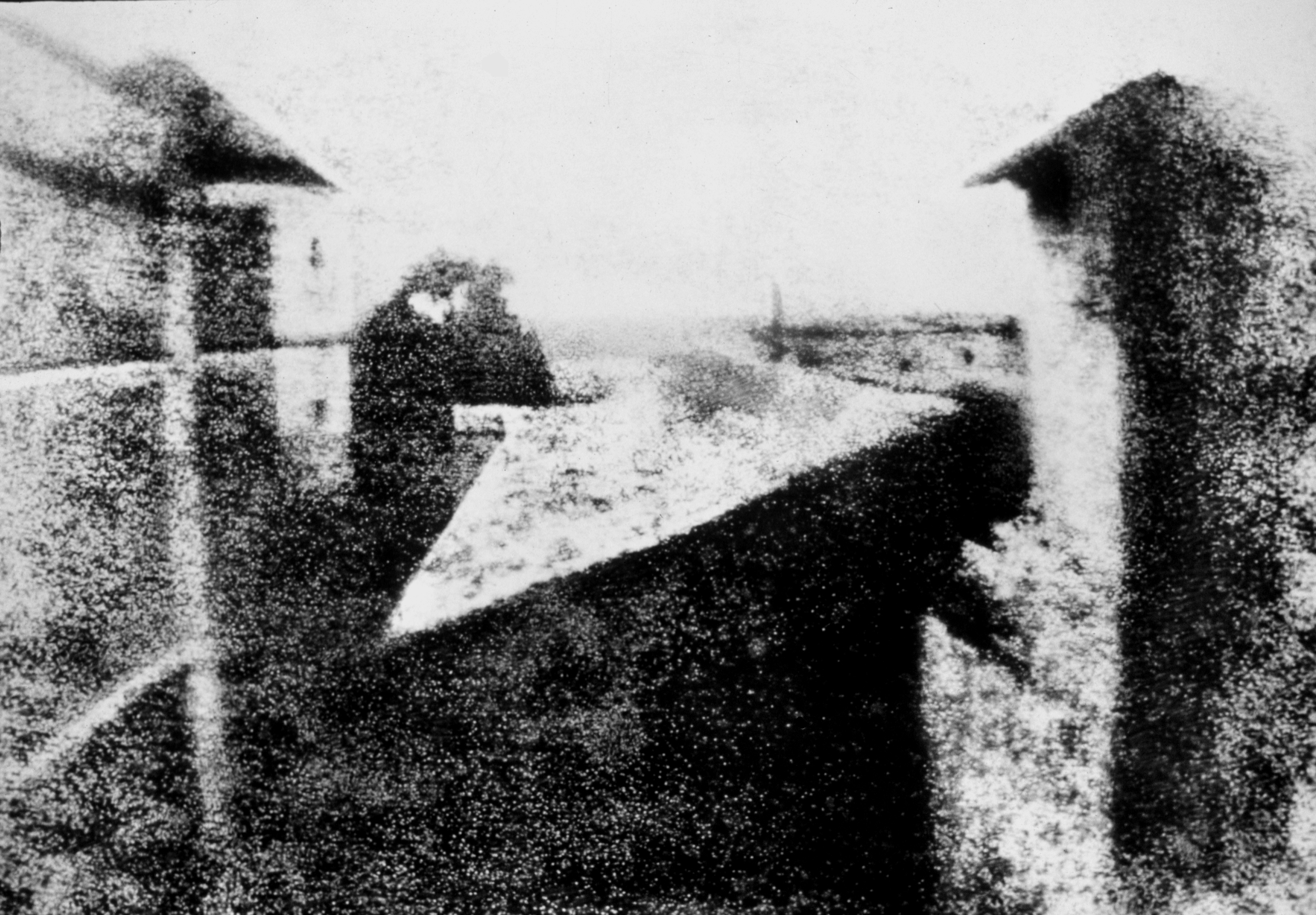
Výhled z okna v Le Gras, první úspěšná fotografie vytvořená Nicéphore Niépceem roku 1826, Saint Loup de Varennes. Doba expozice trvala osm hodin

Ve výčtu nezbytných vynálezů, které předcházely zrození kinematografie, nesmí chybět objev jednoho francouzského chemika. Optický postup fotografie, obsažený v cameře obscuře, byl znám již stovky let, když Joseph Nicéphore Niépce, podnícený svým krajanem, malířem Louisem Jacquesem Mandé Daguerrem, našel chemický způsob, jak světelný obraz promítaný v cameře obscuře zachytit přímo, nikoliv teprve pomocí tužky. Niépce proto vsadil do kamery desku potřenou dusičnanem stříbrným. Již se vědělo, že tento roztok z nejlepšího stříbrného prachu po osvícení tmavne. Roku 1826 se podařilo Niépcemu vytvořit touto cestou první fotografii, doba expozice avšak byla ještě příliš dlouhá, než aby bylo možno vytvořit zřetelný obraz. Daguerre přišel na to, že obraz je již skrytě připraven i po kratší době expozice a vyjeví se, pokud se exponovaná deska ponoří v temnu do roztoku rtuti. Následně se obraz zafixoval v solném roztoku.
Niépce zemřel před zveřejněním postupu (roku 1839 před francouzskou Akademií věd) a ten se tak rozšířil a do historie vstoupil bez uznání tohoto partnera jako daguerrotypie. Daguerrotypie byly ovšem ještě stranově převrácené obrázky, unikáty, které nebylo možno rozmnožovat. Na trhu se místo ní prosadil postup anglického konkurenta, jemuž se ještě v roce Daguerrova triumfu podařilo osvítit potažený papír. William Fox Talbot použil jako první ještě dnes běžnou technologii negativu. Z jeho papírových fotografií bylo možno dělat četné pozitivní, tedy stranově správné, kopie.
V roce 1887 vyrobil americký duchovní Hannibal Goodwin první filmové pásy z nitrocelulózy. Takzvaný celuloid byl opatřen tenoučkou exponovatelnou vrstvou a bylo jej možno transportovat srolovaný v kameře. Společnost Eastman Kodak, která experimentovala s celuloidem jako surovinou pro fotografické snímky téměř současně a nezávisle na Goodwinovi, se na základě tohoto objevu stala jednou z největších filmových továren na světě.

### Krok k živé fotografii
Přestože byla fotografie vynalezena již roku 1839 a rychle se rozšířila, předváděla kola života, zázračné bubínky, palcová kina, mutoskopy, praxinoskopy a optické divadlo v živé obrazy jen kresby a malby. Raná fotografie neumožňovala zachytit na přesně za sebou následující fázové obrázky nejmenší úseky fotografované akce nezbytné pro iluzi pohybu. Na to trvala expozice příliš dlouho. První pokusy o splynutí fotografií do pohyblivého obrazu v zázračném bubnu byly spojeny se značným trápením fotomodelů. Tak museli tanečníci, které v roce 1870 prezentoval na svých prvních „oživlých fotografiích“ Henry R. Heyl ve svém fantasmatropu – promítacím kole života s trhavým transportním mechanismem, na nekonečných sezeních pózovat kvůli době expozice v každé jednotlivé fázi pohybu. Že tímto způsobem mohl být sotva simulován přirozený průběh pohybu, je nasnadě. Před tím, než pionýři kinematografie, Edison, Skladanowští a Lumiérové, mohli ohromit a vyděsit publikum ucelenými výjevy a dokumentárními snímky, musely být nejprve vytvořeny technické předpoklady pro momentovou a sekvenční fotografii.

### Další významní pionýři a jejich vynálezy a experimenty

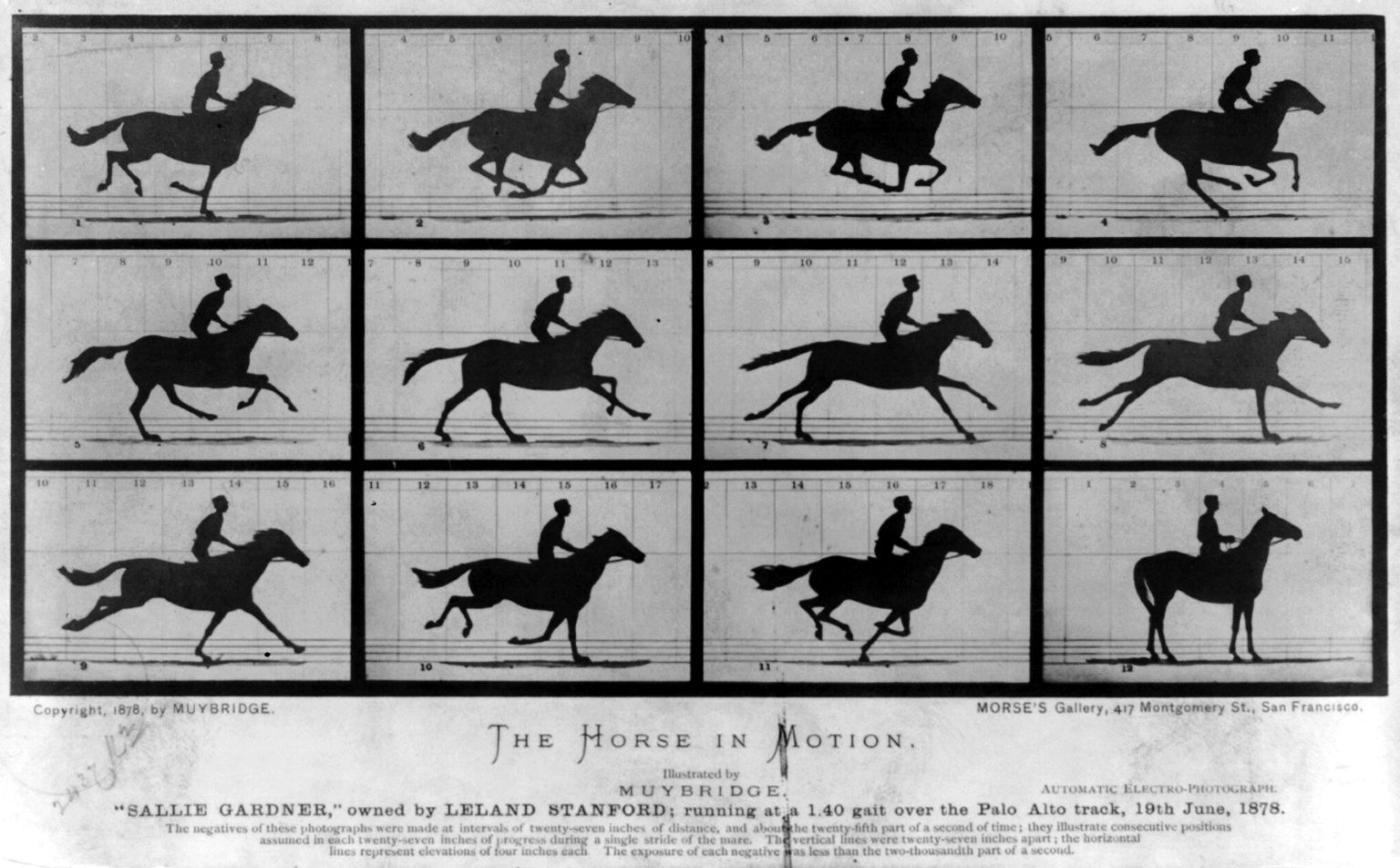
Muybridgeho Kůň v pohybu

Britský průkopník Eadweard Muybridge (1830–1904), dříve fotograf a vynálezce, se na konci 19. století stal slavným díky jeho fotografické loco-motion studie (lidí i zvířat, např. 1882 je zveřejněno „Kůň v pohybu“). V roce 1870 Muybridge experimentoval s okamžitým záznamem sprintujícího koně, prvním na dostizích v Sacramentu, Kalifornie, USA. V červnu 1878 úspěšně provedli chronofotografii experimentu v Palo Alto, Kalifornie, USA pro bohatého politika Lelanda Stanforda pomocí několika kamer snímajících koňské dostihy a bylo přesvědčivě prokázáno, že při běhu kůň zvedne všechny čtyři končetiny ze země ve stejnou dobu.

Simulace běžícího zoopraxiskopu

Obrazy Muybridga se hojně publikovaly a byly často nastříhány na proužky a používané v praxinoskopu, „potomka“ stroboskopického přístroje, který vynalezl Charles Emile Reynaud v roce 1877. Praxinoskop byl první filmový přístroj, který zobrazoval sérii snímků na stěnu (či na jinou svislou plochu). Muybridgovi jeho fotografické série v roce 1879 pomohly vytvořit vlastní vynález Zoopraxiskop (nebo také zoogyroscope či kolo života), primitivní filmový projektor, který vytvářel iluzi pohybu (nebo animaci) a promítal rychle po sobě jdoucí obrázky na plátno.
Skutečné filmy vznikaly až po vývoji fotografického filmu (pružný a průhledný celuloid), který mohl nahrát záznam i na druhý díl fotografie. Některé z prvních pokusů v tomto směru byly provedeny pařížským inovátorem a fyziologem Étienne-Jules Mareyem v 80. letech 18. století. Ten také studoval, experimentoval a nahrával zvířata (především létající ptáky, např. pelikány v letu) v pohybu pomocí fotografických prostředků (a také díky nápadu „revolvingové fotografické desky“ vytvořené francouzským astronomem Pierre-Jules César Janssenem).

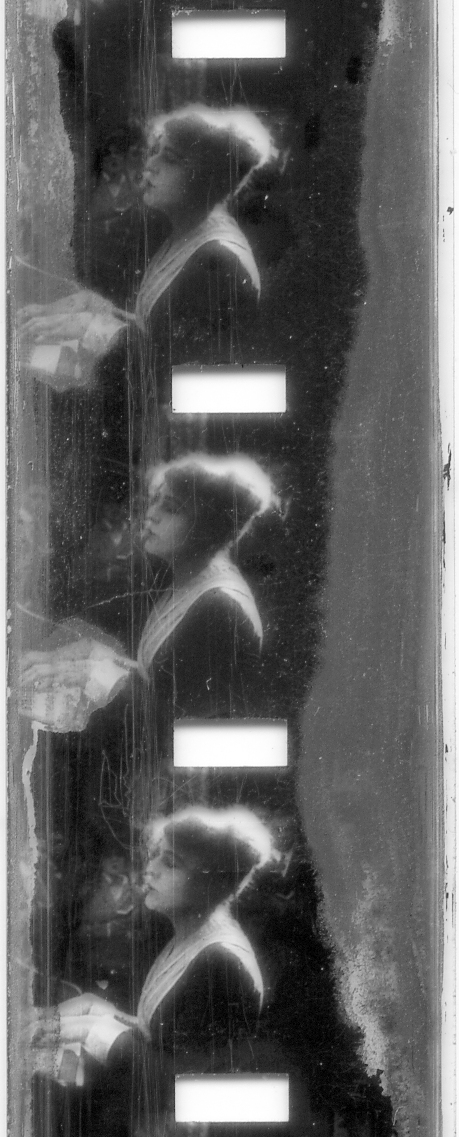
9,5 mm film ze zestárlého celuloidu

V roce 1882 Marey často prohlašoval, že je „vynálezcem kina“, zkonstruoval kameru (podle jeho slov „fotografickou zbraň“), díky níž mohl vyfotit více fotografií (až 12) za sekundu a zachytit pohybující se zvířata nebo lidi – tzv. chronofotografii neboli sériové fotografování, obdobně jako Muybridgeho exponované snímky běžících koní. (Termín natáčení filmu byl pravděpodobně odvozen z Mareyeho vynálezu). Podařilo se mu zaznamenat více snímků při pohybu subjektu než stačil Muybridge jednotlivé obrázky vyfotit. Mayereho chronofotografie byla revoluční. Brzo byla schopna dosáhnout až 30 snímků za sekundu. Další experimenty byly provedeny v roce 1888 rodákem z Francie Louis Aimé Augustin Le Princem. Le Prince používal dlouhou roli papíru pokrytou fotografickou emulzí, kterou vytvořil a patentoval. Dva krátké fragmenty byly použity i do jeho filmu (jeden z nich se nazýval Dopravní křižovatka na mostě v Leeds).
Práce Muybridgeho, Mareyeho a Le Prince položila základ pro rozvoj filmové kamery, projektoru a transparentního celuloidového filmu – tedy rozvoji kinematografie. Americký vynálezce George Eastman, který jako první v roce 1878 vyrobil suchou desku za předpokladu vzniku stabilnějšího typu celuloidového filmu, vymyslel také malou kamerovou (fotografickou) krabičku „Kodak“, která používala srolovaný film. Také zdokonalil filmovou roli papíru svým vynálezem roku 1889 – perforovaný celuloidový film (syntetický plast potažený želatinou) s fotografickou emulzí.

### Thomas Edison a William Dickson: Tvůrci filmu
Na konci 80. let 19. století si slavný americký vynálezce Thomas Alva Edison a jeho mladý britský asistent William Kennedy Laurie Dickson ve své laboratoři ve West Orange (New Jersey, USA) vypůjčili dřívější práci Muybridgeho, Mareyho, Le Princeho a Eastmana. Jejich cílem bylo vytvořit zařízení pro záznam pohybu na film a další zařízení pro sledování filmu. Většinu tvůrčího a inovačního vývoje provedl Dickson, Edison pouze poskytl pro tuto práci laboratoř. Ačkoliv je Edisonovi připisovaná účast na vývoji filmových kamer a projektorů, byl to Dickson, který v listopadu 1890 vymyslel motorem poháněnou kameru, která mohla filmovat obraz, tzv. Kinetograph. To byl jeden z hlavních důvodů pro vznik filmů v roce 1890. Edison Studios bylo formálně známé jako Manufacturing Company Edison (1894–1911), s inovacemi zejména díky práci asistenta Dicksona v polovině 90. let 19. století.

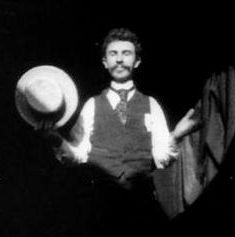
V květnu 1891 se film s názvem Dicksonův pozdrav stal prvním filmem v USA prezentován veřejnosti

Motorem poháněná kamera byla navržena k zachycení pohybu se synchronizovanou clonou a systémem ozubených kol (Dicksonův unikátní vynález). V kinetographu se používal 35 mm široký perforovaný film. V říjnu 1892 úředně zavedený kinetograph jako soubor standardních kamer pro divadelní hry se používá i dnes. Rukou poháněná kamera se brzy stala populárnější především proto, že motorem poháněné kamery byly těžké a neskladné.
V roce 1889 Dickson také navrhl verzi filmového projektoru na Zoetrope, tzv. Kinetoskop. V roce 1890 natočil svůj první film na experimentálním kinetoskopu, machinace č.1, a zřejmě první hraný film, který kdy byl vyroben ve Spojených státech amerických. První veřejná prezentace filmu v USA s použitím kinetoskopu proběhla v Edisonově laboratoři 20. května 1891 s názvem Dicksonův pozdrav. Ve velmi krátkém filmu se Dickson objevil sám, uklonil se, usmál se a ceremoniálně si sundal klobouk.
V sobotu, 14. dubna 1894, Edison zahájil se svým upraveným kinetoskopem komerční provoz. Kinetoskop byl předchůdce filmového projektoru (bez zvuku) a byl nakonec patentován 31. srpna 1897 (žádost o patent Edison podal již v roce 1891). Za několik let se stroj stal velmi populární na karnevalech, v salónech nebo v hernách.

### První filmové studio

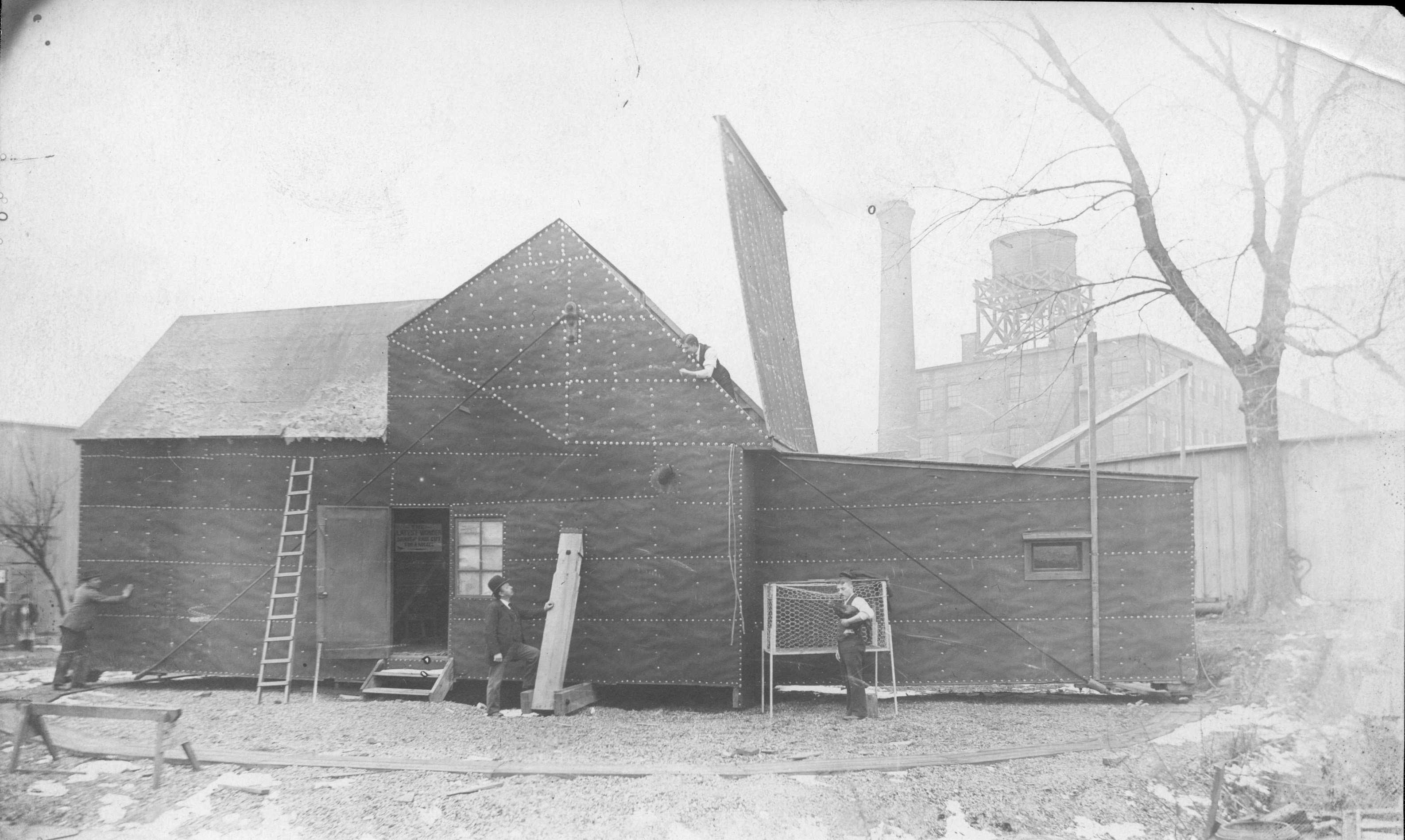
Edisonova „Černá Marie“

Světově první filmové produkční studio se jmenovalo „Černá Marie“ (neboli „Black Maria“ či samotným Edisonem přezdívaná Psí bouda), bylo postaveno na původním místě Edisonovy laboratoře ve West Orange 1. února 1893, za cenu 637,67 dolarů. Bylo vybudováno za účelem tvorby filmů pro kinetoskop. Černá Marie, černě obložená plechová chata s odklopitelnou střechou, se mohla točit kolem vlastní osy, takže sluneční světlo nezbytné pro snímání mohlo být řízeno do různých směrů.
Na začátku května 1893 v brooklynském Institutu umění a věd Edison provedl vůbec první veřejnou demonstraci filmů přes kinetoskop v jeho Černé Marii. Představil sérii filmů s názvem Kovářská scénka (Blacksmith Scene) , který ukazoval tři lidi předstírající, že jsou kováři.

Kýchnutí Freda Otta

První filmy vyrobené v Černé Marii byly pod autorským právem Dicksona a uloženy v Knihovně Kongresu v srpnu 1893. Na začátku ledna 1894 byl Edisonův kinetoskopický záznam kýchnutí (neboli Kýchnutí Freda Otta) jeden z prvních krátkých filmů, které Dickson představil veřejnosti v Edisonově studiu spolu se svým asistentem Fredem Ottem. Dalších pět krátkých filmů bylo vyrobeno pro reklamní účely. Autorská práva dříve patřily Fredu Ottovi, zaměstnanci Edisona, který komicky kýchal na kameru. Většina prvních filmů natočených ve studiu byly kouzelnické představení, varieté, herci z Buffalo Bill Wild West Show, boxerské zápasy či kohoutí zápasy. Většina „pohyblivých obrázků“ však byly neupravené primitivní dokumenty, domácí videa a ukázky z běžného života – pouliční scény, práce policie nebo hasičů či záběry projíždějícího vlaku.
Na začátku 90. let 19. století, Edison a Dickson také navrhli prototyp zvukového filmu, systém nazvaný Kinetofonograf nebo Kinetofon – předchůdce kinetoskopu poskytující nesynchronní zvuk. Projektor byl připojen ke gramofonu s kladkovým systémem, avšak stroj často nefungoval správně a bylo obtížné ho synchronizovat. Přístroj byl oficiálně představen v roce 1885, ale brzy na to se objevil jako neúspěšný, neboť u konkurence se začala objevovat zařízení, která měla lepší a spolehlivější synchronizaci. První známý (a také jediný přeživší) film se živě zaznamenaným zvukem byl test kinetofonu – celkově 17. pokus Dicksona o zvukový film (1894–1895).

### Rozšíření filmu na veřejnost
V polovině dubna roku 1894 bylo uskutečněno první komerční promítání na newyorské Broadway. Návštěvníci zaplatili 25 centů za vstupné a posadili se do salónu, kde bylo ve dvou řadách umístěno pět kinetoskopů. Young Griffo v. Battling Charles Barnett byl první film promítaný publiku. Čtyřminutový černobílý film byl natočen Woodvillem Lathamem a jeho syny Otwayem a Greyem. Hraný boj byl natočen kamerou Eidoloskop ze střechy Madison Square Garden a zachycoval australské boxery Alberta Griffithse a Charlese Barnetta. Krátce nato přišlo dohromady téměř 500 diváků na promítání filmů Holičství, Kováři, Kohoutí zápasy a Wrestling. Edisonovo filmové studio bylo použito pro tvorbu filmů – populární novou formu zábavy. Kinetoskop se brzy na to objevil i v jiných městech (San Francisco, Atlantic City a Chicago).
Ve filmu s názvem Kiss z roku 1896 se v závěrečné scéně políbili May Irwinová a John C. Rice a mohli se tak radovat z prvního polibku, který se kdy objevil v historii filmu.

## Vývoj němého filmu

### Dějiny filmu od roku 1895 do 1919

#### Bratři Lumiérové
Inovační francouzští bratři Lumiérové, Louis a Auguste (často nazýváni jako „otcové moderního filmu“), pracovali v továrně, která v Lyonu vyráběla fotografické vybavení a zásoby. Inspirovali se prací Edisona a vytvořili si vlastní společnou filmovou kameru a projektor, lépe ručně přenosné a lehké zařízení, které mohlo promítat film více než jednomu diváku. Stroj byl pojmenován jako kinematograf a patentován byl v únoru 1895. Víceúčelové zařízení (kombinace snímání, kopírování a promítání) bylo výhodnější, protože více než jeden divák mohl sledovat film na velkém plátnu. Použit byl film šířky 35 mm a rychlost 16 snímků za sekundu (fps). Po nástupu zvukového filmu na konci roku 1920 se rychlost 24 fps stala standardem.

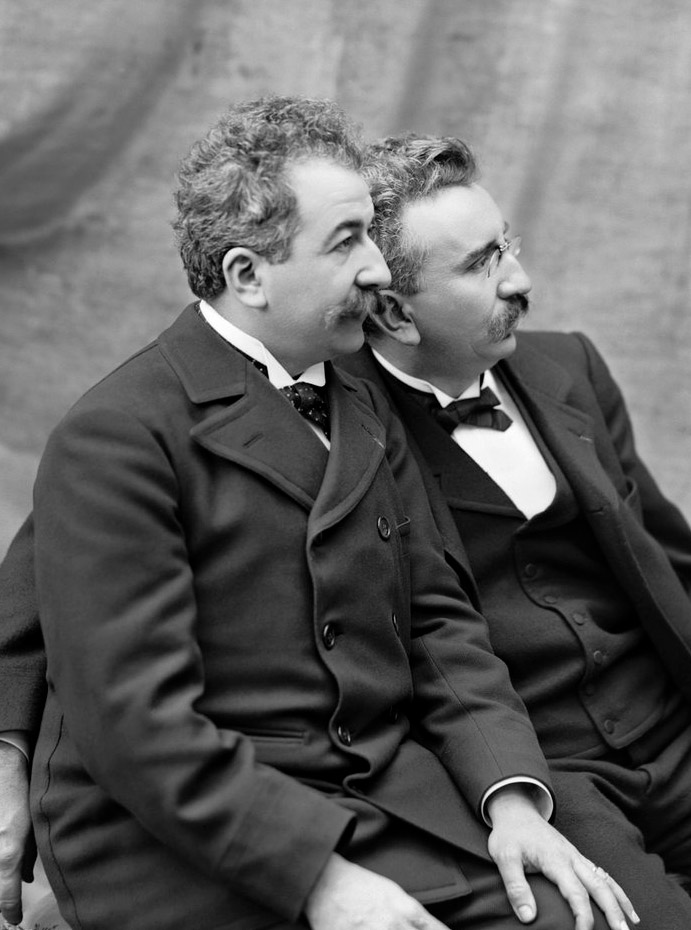
August (vlevo) a Louis Lumièrové

První veřejná zkouška a demonstrace lumiérovské kamery (kinematografu) byla provedena 22. března 1895 v suterénu Lumiérů. Způsobili senzaci díky svému prvnímu filmu Dělníci opouštějí továrnu Lumiére v Lyonu (La Sortie des Ouviers de L'Usine Lumiere Lyon), i když ten zobrazoval pouze každodenní rutinu – dělníci na oběd opouštějí bránou továrnu Lumiére.
Obecně známý pojem kino (slovo odvozené z kinematograf) se zrodil 28. prosince 1895 v Paříži, Francie. Bratři Lumiérové představili první komerční představení pro veřejnost v prvním biografu – ve sklepních prostorách Grand Café na Bulváru Kapucínů č. 14. Dvacetiminutový program zahrnoval deset krátkých dokumentárních filmů s dalšími dvaceti reprízami denně. Tyto krátkometrážní filmy (nebo mini-dokumenty) nazvali jako aktuality. Mezi tyto „domácí“ filmy patří:
1. La Sortie des Ouviers de L'Usine Lumière à Lyon (1895) (Dělníci opouštějí továrnu Lumiére v Lyonu) (46 sekund)
2. La Voltige (1895) (Skok na koně) (46 sekund)
3. La Pêche aux Poissons Rouges (1895) (Rybolov zlaté rybky) (42 sekund)
4. Le Débarquement du Congrès de Photographie à Lyon (1895) (Vylodění kongresu fotografů v Lyonu) (48 sekund)
5. Les Forgerons (1895) (Kováři) (49 sekund)
6. Le Jardinier (1895) (Pokropený kropič) (Zahradník) (49 sekund)
7. Le Repas (de Bébé) (1895) (Krmení dítěte) (41 sekund)
8. Le Saut à la Couverture (1895) (Salta na dece) (41 sekund)
9. La Place des Cordeliers à Lyon (1895) (Náměstí Cordeliers v Lyonu) (44 sekund)
10. La Mer (Baignade en Mer) (1895) (Koupání v moři) (38 sekund)

Nejslavnější z nich se staly, včetně první komedie se zahradníkem a zavlažovací hadicí (č. 6, Pokropený kropič), Dělníci opouštějí továrnu Lumiére v Lyonu (č. 1), kůň táhnoucí kočár přibližující se ke kameře (č. 9) a „krmení dítěte“ (č. 7). Lumiérové se taktéž stali slavnými díky jejich 52. dokumentu s názvem Arrivée d'un train en gare La Ciotat (1895) (Příjezd vlaku do stanice La Ciotat), o kterém se traduje, že vyvolal u diváků zděšení, protože vlak zdánlivě najížděl přímo na ně (moderní výzkumy však tuto teorii „vyděšených diváků“ vyvracejí).

#### Francouzský kouzelník

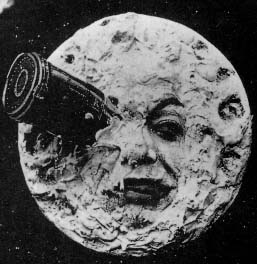
Cesta na Měsíc (1902)

Vedle veleúspěšných bratrů Lumiérů se ve Francii proslavil také filmař Georges Méliès, který pomohl rozšířit filmovou kinematografii svými imaginativními fantasy filmy. Když mu Lumiérové odmítli prodat jejich kinematograf, rozhodl se vyrobit vlastní kameru a poté postavil v Evropě první filmový ateliér roku 1897. Celkem v průběhu dalších 15 let vytvořil asi 500 filmů (jen pár „přežilo“ do současnosti), které promítal v jeho divadle. Na konci roku 1911 uzavřel dohodu s francouzskou filmovou společností Pathé, která mu financovala a distribuovala filmy. V roce 1913 skončil s podnikáním.
Iluzionista, divadelní mág a mistr na speciální efekty, Meliés využil své schopnosti a natočil 14minutovou sci-fi práci, Le Voyage dans la Lune – Cesta na Měsíc (1902), která se stala jeho neslavnější tvorbou. Součástí byly surrealistické speciální efekty, včetně památného obrazu Měsíce se „zapíchnutou“ kapslí v oku. Meliés také do filmu představil myšlenku příběhového děje, zápletky, vývoje postavy, iluze a fantazie, včetně fotografických triků (počátek speciálních efektů), dvojitých expozicí, použití zrcadel, zastavení či zpomalení pohybu nebo také ztlumení/zesílení zvuku. Ačkoliv bylo použití jeho kamery inovativní, zůstala kamera stále stabilní a zaznamenala postupný vývoj.

#### Vývoj v USA
Klíčovým obdobím ve vývoji kinematografie v USA byl začátek 20. století, kdy Edisonova společnost soupeřila s konkurenty – rostoucí nezávislé filmové společnosti. Velké průkopnické filmové produkce, převážně na východním pobřeží, byly pod vlastnictví těchto společností:
- Edison Manufacturing Company – začala produkovat filmy v roce 1891 pro Edisonův vynález kinetoskop. Centrála a výrobní zařízení byla postavena ve West Orange, New Jersey a oficiálně se společností stala v roce 1894. Poté Edison intenzivně bojoval za monopol „jeho“ filmového průmyslu nebo vykupoval patenty, které považoval za hrozbu pro jeho společnost.
- Selig Polyscope Company (původně pod názvem WN Selig Company) – byla založena v roce 1896 v Chicagu, Illinois plukovníkem Williamem Seligem. Zpočátku se společnost specializovala na grotesky, historické filmy, seriály, filmy, cestování, a brzy na to se v jejich westernech objevila filmová hvězda Tom Mix.
- American Vitagraph Company – byla založena rodáky z Anglie J. Stuart Blacktonem a Albert E. Smithem v roce 1896. První fikční film společnosti byl The Burglar on the Roof, film natočen a zveřejněn v roce 1897. Záhy se stala největší filmovou společností s produkcí 200 filmů ročně.
- American Mutoscope Company byla založena roku 1895 v New York City, New York Edisonovým pracovníkem Williamem Dicksonem, Hermanem Caslerem, Henry Marvinem a vynálezcem kapesního zapalovače Eliasem Koopmanem. Jejich první filmový stroj byl Mutoskop – zařízení velikostí podobné kinetoskopu. Namísto použití filmu využili rotujících fotografií namontovaných na bubnu uvnitř skříně, které vyvolávaly dojem pohybu. Následovalo zkonstruování projektoru – projektor Biograf, který byl poprvé demonstrován v New Yorku v roce 1896. Bylo to poprvé, co americká společnost promítala svůj film pro americké diváky v kině. Společnost také vytvořila vlastní kameru s názvem Mutograf (původně nazvaným Biograf), která nevyužívala ozubených kol nebo perforací ve filmu. Svůj film poprvé vydala v roce 1896 pod názvem Empire State Express.

Americká společnost Mutoskope se brzy stala nejpopulárnější filmovou společností v Americe. Roku 1899 se oficiálně přejmenovala na American Mutoscope and Biograph Company. Slavnými se stali především pro:
- První natáčení papeže ve Vatikánu v roce 1899
- První výrobní společnost, která měla kontrakt s Bílým domem v roce 1899 a první studio, které vytvořilo film s prezidentem Williamem McKinleyem.
- V roce 1903 založili první filmové studio na světě (v New Yorku), spoléhající se výhradně na umělé světlo
- Jsou tvůrci prvního westernového filmu natočeného a představeného na západě USA, California Hold Up (1906)
- V roce 1906 se Florence Lawrence stala první „filmovou hvězdou“ na světě
- Stali se první hlavní filmovou společností v jižní Kalifornii, která natočila film v Los Angeles – Daring Hold-Up in Southern California (1906)
- Tvůrci prvního filmu natočeném konkrétně ve vesnici severně od Los Angeles známé jako „Hollywood“ – latinské melodrama s názvem In Old California (1910)
- Tvůrci jednoho z prvních celovečerních filmů, epos Judith z Bethulia (1914)

##### Z New Yorku do Hollywoodu: Američané přebírají světový trh

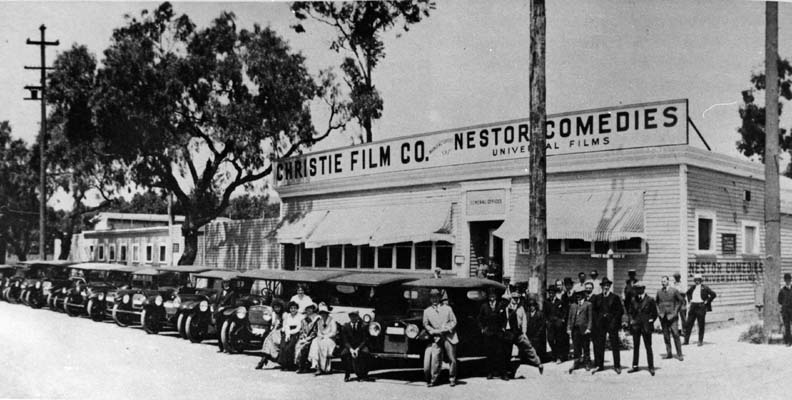
Nestor Studios, první filmové studio v Hollywoodu, 1913

První roky americké filmové produkce byly doprovázeny záplavou procesů. Do roku 1905 brzdil vývoj boj o patenty, druhé desetileté kolo právních sporů probíhalo mezi Edisonem vedeným filmovým kartelem Motion Picture Patents Company (MPPC) a nezávislými producenty. Pokusy o monopolizaci však ztroskotaly. Nezávislí, z nichž téměř všichni pocházeli z prostředí provozovatelů kin, znali lépe vkus publika a svým přechodem k dlouhým hlavním filmům a zavedením systému filmových hvězd zastupovali účinnější koncept. Produkovali s velkým úspěchem první americké gagové komedie a filmové eposy, zatímco kartel si může k dobru přičíst vytvoření westernu.
Hollywood, kam nejprve nezávislí přesunuli svou produkci, aby se vzdálili kontrole MPPC, se etabloval jako nové produkční centrum. Dobré počasí a mnoho různých typů krajiny Kalifornie nabízely optimální podmínky pro natáčení. Roku 1914 již bylo v Hollywoodu vyrobeno 50 % světově provozovaných filmů.

##### Z obchodníka nejdůležitější filmař v Americe
V roce 1897 přišel do Edisonovy společnosti obchodník Edwin S. Porter. Následujících jedenáct let byl nejdůležitějším filmařem na americké scéně. Porter se zaučil natáčením zpravodajských materiálů a v roce 1903 natočil dva filmy, Život amerického hasiče a Velkou vlakovou loupež, které jsou milníky filmových dějin. Porter je známý svým plynulým paralelním střihem (pochopitelně, protože je často považován za „vynálezce“ filmového střihu) a přestože je pravda, že oba tyto filmy jsou invenční, jeho pověst jako jednoho z otců filmové techniky vyvolává první vážný problém v dějinách filmové estetiky. Porterovy pozdější filmy nikdy nenaplnily slibné začátky. Navíc jiní filmaři v Anglii a ve Francii projevili v téže době právě takovou plynulost. Vlastně památný paralelní střih v Životě amerického hasiče mohl být částečně dílem náhody, protože jedním z Porterových cílů při natáčení tohoto filmu bylo použít zbytkovou metráž, kterou objevil v Edisonově továrně. Přesto ve standardních filmových dějinách je Porter znám jako inovátor.

##### Život amerického hasiče
(angl. Life of an American Fireman, 1902)
Porter ve filmu využil archivních záběrů z požárního cvičení, doplnil je dotáčkami nahranými herci a pospojoval je v celek, vyprávějící o záchraně matky a dítěte z hořícího domu. V jistém okamžiku byl dům zabíraný zvenku, poté kamera pronikla na chvíli dovnitř. Když se ukázalo, že v bytě zůstalo ještě dítě, kamera tam hasiče již nesledovala a dramatická pauza zesilovala obavy, že zahynul i s dítětem v plamenech. To dokázala montáž vhodně vybraných kousků filmu, umně slepených za sebou.

##### Revolver mířil přímo na diváka

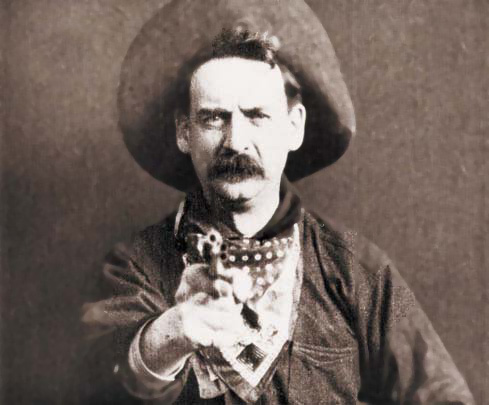
Jeden z lupičů mířící zbraní na diváky

Ještě slavnější, pro americkou kinematografii typičtější, byla Porterova Velká železniční loupež (angl. The Great Train Robbery, 1903), první gangsterka a zároveň i první kovbojka. Film se opíral o skutečnou událost a jeho děj měl několik akčních momentů, jaké neměl žádný jiný film v průběhu celé osmileté existence kinematografie. Porter předváděl pozornost diváka vynalézavou montáží z jednoho místa na druhé a dbal na logickou posloupnost obrazů, aby se divák dokázal orientovat ve všech dějových zvratech. Jako první ukázal detail revolveru střílejícího směrem do publika a poprvé využil též filmovou působivost honičky. Přepadení dostavníku je plné pohybu – skoků, běhu, klusu i cvalu.

##### „Otec“ celovečerního filmu

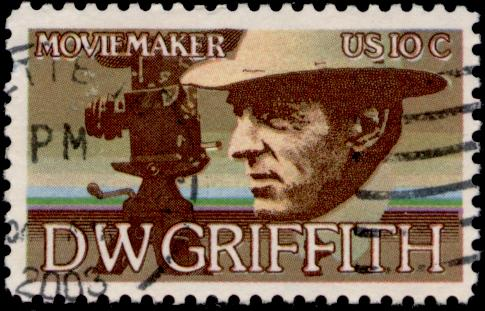
Poštovní známka pro počest slavného amerického režiséra D. W. Griffitha

Cabiria měla veliký vliv za hranice Itálie, zejména však v Americe, kam se hned po vypuknutí války přesunulo z Francie centrum filmové tvorby. Hlavní vliv se projevil ve dvou dílech, Zrození národa (angl. The Birth of a Nation, 1915) a Intolerance (1916) Davida W. Griffitha, nezapomenutelného Homéra filmu a prvního tvůrce pravidel filmové řeči.
Griffith, který svou dráhu začal v divadle, velmi toužil po tom točit „uznávané“ filmy. Film chtěl osvobodit od statusu nižší třídy, „něčeho nevhodného“. Přitom většina vitality a síly filmu spočívá právě v tomto odpadlickém statutu. V roce 1911 Mack Sennett, který začínal jako herec a scenárista pro Griffitha, točil své první komedie, jež projevují ducha svobody a nadšení, které jsou rovněž patrné u v té době nejlepšího režiséra Griffitha, ale často se zdálo, že se je snaží potlačit. Griffithovo umění se dívalo zpět, Sennettovo dopředu, k dadaismu a surrealismu.
Oba již jmenované americké filmy, Zrození národa a Intolerance, je možno zařadit do skupiny monumentálních děl (obrovské dekorace z Intolerance se tyčily nad Hollywoodem přes dvanáct let, protože jejich rozebrání se ukázalo být příliš nákladné). Griffithova individualita překračovala řadu pravidel. Začínal jako samouk, bez zátěže literárních či divadelních konvencí, v roce 1909 senzačními filmy a společenskými melodramaty (například Klobouk z New Yorku (angl. The New York Hat, 1912)) typickými pro americkou mentalitu.

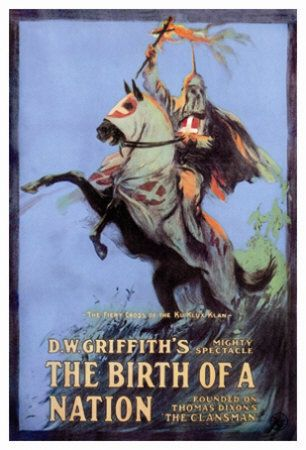
Plakát k filmu Zrození národa (1915)

Světovou slávu a trvalé místo v historii si Griffith získal dvěma velkými opusy. Právě v nich shrnul prakticky všechno, co bylo před ním ve filmu uskutečněno. Někteří historici naivně tvrdili, že Griffith objevil takové výrazové prostředky, jako byl např. velký detail (o patnáct let dříve znám již Angličanům). Griffith byl prvním režisérem umělcem, který originální výrazové prostředky, výstřední pro návštěvníky divadla, přijal za vlastní a zbavil je jejich samoúčelnosti. Byl prvním, kdo „zázraky“ filmového plátna uměl uplatnit nejen pro ohromení diváka (na rozdíl od cíle tvůrců Cabirie), ale pro vyvolání dojetí a propagaci vlastních názorů.
Ve Zrození národa, epopeji z války Severu proti Jihu z roku 1861 bylo takovýmto názorem zotavení poraženého Jihu. Syn jižanského plukovníka zatratil celou svou silou „opilé negry“ a jejich „špinavou demokracii“, a stal se kapucí zahaleným jezdcem Ku-klux-klanu. Griffith mistrovsky sestříhal zejména scénu příchodu posily, pojmenovanou ve filmové podobě jako „záchrana na poslední chvíli“, která byla potom mnohokrát kopírovaná – zahalení jezdci uhánějí s větrem o závod, zatímco jiné scény paralelně zachycují rodinu Cameronů, která se brání před útoky tlupy černochů. Propojení těchto scén metodou „synchronní montáže“, kdy se dvě různé dějové sekvence odehrávají přesně v tom samém čase, zvyšovalo pocit ohrožení a vyvolávalo u diváků dramatické napětí. Film Zrození národa dosáhl rekordního finančního úspěchu (zisk ze vstupného činil 20 miliónů dolarů), ale jeho jednoznačně reakční vyznění vyvolalo protesty značné části diváků a někdy přímo potyčky před kiny. Získané peníze investoval Griffith do následného filmu, pro nějž zvolil humanistické téma o lidské nesnášenlivosti, odvážně namířené proti předsudkům a nespravedlnosti.
Intolerance byla svým pojetím událostí, s jakou se předtím kinematografie na celém světě ještě nesetkala. Na realizaci filmu pracovalo 60 000 lidí, jeho první verze trvala 72 hodin, nakonec film zredukoval na tři. Ve čtyřech současně se odehrávajících příbězích – o vyloupení Babylónu, utrpení Krista, pařížském masakru hugenotů a současné oběti soudního omylu – byl zobrazen fanatismus v nejrozmanitějších podobách. Proti intoleranci zde bylo stavěno dobro a milosrdenství. Mimo naivnost a špatný vkus nelze neobdivovat režijní obratnost při realizaci filmového vyprávění, které by i dnes způsobovalo řadu potíží. Nikdy předtím nebyly tak jednoduše porušeny tři pravidla klasického divadla, místa, času a děje, které po roce 1908 tak výrazně zbrzdily svobodný rozvoj filmového umění. Po roky byla Intolerance skutečným výčtem filmových možností.

##### Dočasná nadvláda MPPC
Filmoví tvůrci Spojených států se rozdělili. Proti sedmi nejvýznamnějšími společnostem, které se v prosinci 1908 spojily se společností Pathé Frères a Star Film Company do Motion Picture Patents Company (MPPC), začínaly vystupovat některé nezávislé skupiny. Stěhovaly se do Hollywoodu, aby se tak vymkly mocenskému vlivu MPPC.
Společnost MPPC obhospodařovala veškeré patenty na kamery a promítací stroje. Navíc podle exkluzivní smlouvy se společností Eastman Kodak byla MPPC jediným odběratelem filmového materiálu. Společnost využívala svého monopolního postavení k vybírání licenčních poplatků za užití kamer a filmových projektorů a ovlivňuje program kin. Od roku 1910 se MPPC daří podřídit si téměř celý trh půjčoven.
Mezitím si nezávislé společnosti budovaly v Hollywoodu svůj vlastní průmysl. V době, kdy majitel půjčovny William Fox vyhrává roku 1915 soudní spor s MPPC, je vlastně nadvláda této společnosti již prolomena. Osobnosti jako Jesse Lasky, Samuel Goldwyn, Carl Laemmle, Adolph Zukor, Thomas Ince a Louis B. Mayer, mají hlavní zásluhu na tom, že se Hollywood stal nejdůležitějším filmových centrem.

#### Vývoj v ostatních zemích

##### Německo

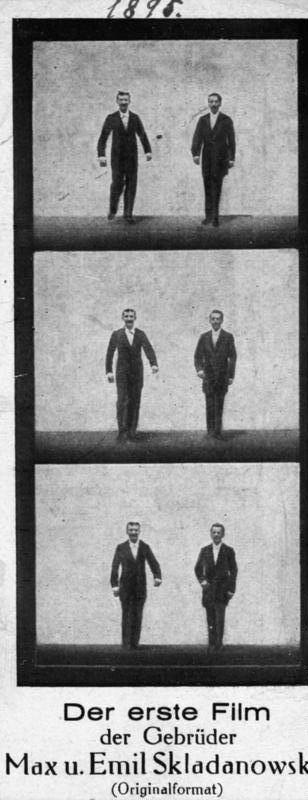
První film Maxe Skladanowského a Emila Skladanowského

Hledání stále nových atrakcí pro jejich varietní program přiměl bratry Maxe a Emila Skladanowské, aby investovali čas i peníze do vývoje nové aparatury, která by předstírala „živé obrazy“. Se svou „laterna-magica-show“ úspěšně cestovali Evropou a své publikum ohromovali očividně pohyblivými mlhavými obrazy, vytvořenými šikovným prolínáním více projekcí. Roku 1892 natočil puntičkář Max Skladanowsky první německý film s přestavěnou kamerou Kodak na celuloidový papír. Snímky ukazovaly berlínské ulice a bratra Emila při cvičení na střeše rodičovského domu. Kvůli chybějícímu projektoru se promítání těchto filmů konalo nejprve pomocí palcového kina, oblíbených malých listovacích knížeček. Mezi varietními výstupy však Max horečně pracoval na přerušovaném mechanismu pro svůj promítací přístroj.
V květnu 1895 byl dvojitý projektor, pokřtěný jako bioskop, hotov. Ředitelé slavného Varieté Wintergarden, nejdůležitější berlínské zábavní adresy, se osobně namáhali do dílny pouťových umělců, aby posoudili novou senzaci. Již 1. listopadu 1895 směly krátké, silně se mihotající filmy tvořit vrchol a zakončení programu. Publikum bylo u vytržení a brzy putovalo do domu hvězd večera pozvání světově proslulého pařížského varieté Follies Bergere. Skladanowským náleží sláva za první veřejné představení filmu. Technika bioskopu byla nicméně příliš nepohodlná, než aby se mohla prosadit. Když Skladanowští přijeli 29. prosince do Paříže, mluvilo již celé město o kinematografu bratří Lumiérů, kteří své „živé obrazy“ veřejně představili v předchozích dnech. Follies Bergere bez okolků odřeklo představení tímto již překonaného bioskopu. Stejně rozčarovaní jako zvědaví navštívili Skladanowští hned příští představení konkurentů a uznali technickou nadřazenost pařížského vynálezu. Skladanowských bioskop je jen jedním z mnoha promítacích přístrojů, které byly kolem roku 1895 patentovány ve Francii, Anglii, Německu, USA a Itálii. Prokazatelně se také ve všech těchto zemích konala ve stejnou dobu první veřejná filmová představení. Prosadit se však mohly jen přístroje, jejichž objevitelé disponovali finančními prostředky nezbytnými k jejich dalšímu technickému vývoji a k úspěšnému uvedení na trh.

##### Brightonská škola
Již na přelomu století se zatím vytvořila skupina filmových tvůrců z Brightonu, Anglie, kteří zkoumali specifické součástí filmové řeči, aby svá malí filmová pojednání učinili srozumitelnějšími, napínavějšími a zábavnějšími. Portrétní fotograf George Albert Smith (1864–1959) experimentoval jako první s technicko-vypravěčskými možnostmi, které vznikají při zkomponování scény sestříháním různých obrazových záběrů a perspektiv. V jeho filmu Babiččina lupa můžeme pozorovat například rané využití insertního střihu, střídání extrémně rozdílných velikostí záběrů a „hlediskového záběru“ (point-of-view-shot), který reprodukuje subjektivní perspektivu obrazu. Smith opakovaně stříhá obraz dítěte dívajícího se skrz lupu proti velkým detailům předmětů. Babiččino oko je zobrazeno v kulatém výřezu na černém pozadí.
Smith našel způsob, jak děj, který by na divadelní scéně byl srozumitelný jen slovně, vysvětlit filmově. Film, jak zjistil, může vytvořit význam pomocí vztahu mezi obrazy.
Bývalý lékárník James Williamson (1855–1933) objevil již roku 1899 při filmové aktualitě o veslařských závodech, že filmové vyprávění nemusí nutně ukazovat celý průběh děje, aby bylo srozumitelné. Wiliamson namontoval mezi start a cílový finiš pouze jeden záběr ze závodu a použil jako první základní formu eliptické, tzn. nekonečné montáže. Ve filmu Útok na čínskou misii šel ještě dál a konfrontoval střídající se obrazy o pomoc volající misionářovy ženy, která uprchla před útočníky na balkon, a jejího spěšně se blížícího zachránce. Dodnes tvoří tato technika střihu, zvaná též Last Minute Rescue (záchrana v poslední minutě) nepostradatelný dramaturgický vrchol mnoha westernů, thrillerů či akčních filmů.
Angličtí filmaři z Brightonu, kteří jako první použili první specificky filmové výrazové prostředky, nedostali příležitost své inovace dále rozvíjet. Narůstajícímu konkurenčnímu tlaku mezinárodního filmového průmyslu nemohli nesrovnatelně chudší „Brightonští“ čelit.

##### Italský velkofilm

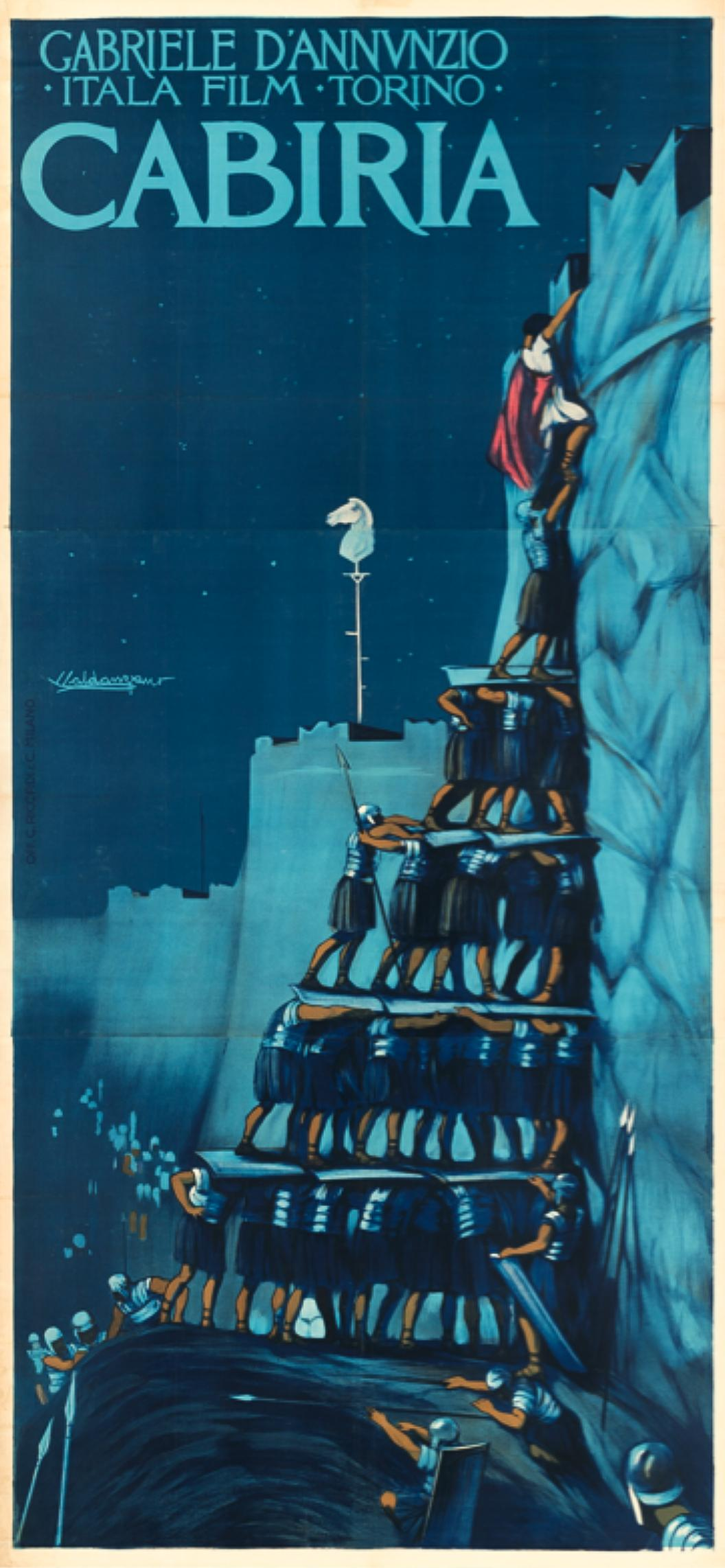
Plakát k filmu Cabiria (1914)

V Itálii začala samostatná výroba filmu teprve kolem roku 1905. Kino však nemuselo vandrovat po vesnicích jako laciná jarmareční atrakce, ale táhlo již brzy publikum ze všech společenských vrstev do kamenných divadel. Není tedy divu, že Italové byli spíše ochotni akceptovat a využívat film jako umělecké médium. Jejich recept na vývoj filmového umění se však neorientoval na divadlo. Namísto toho objevili vypravěčský a vizuální potenciál filmu. Demonstrovali, že film může překonat čas i prostor a vytvořit velké souvislosti, a proto je spíše epickým než dramatickým médiem.
Nově založené koncerny Cines, Itala a Ambrosio se specializovaly na nákladná filmová zpracování historických témat – nejčastěji podle populárních literárních předloh. S velkým kapitálovým nasazením rozšířili prostor, v němž se film odehrával, točili pod širým nebem v gigantických, poprvé „natvrdo“ postavených kulisách a na skutečných dějištích národní historie. Pompézně vyzdobené armády statistů zalidňovaly scenérie a dělaly dojem na mezinárodní publikum. Po světovém úspěchu dvacetiminutového historického dramatu Poslední dny Pompejí vsadili producenti na stále delší a náročnější filmové eposy. Filmy s tituly jako Pád Tróji (30 minut a 800 komparzistů), Agrippina (50 minut a 2000 komparzistů) a Quo Vadis (120 minut a 5000 komparzistů) byly rizikové investice obřích dimenzí, které se měly brzy vyplatit.
Itálie se stala během několika málo let národem s druhým největším exportním podílem filmového průmyslu hned po Francii. Roku 1914 produkovala s rozpočtem jednoho miliónu zlatých lir dosud nejdražší a s promítací dobou tři a tři čtvrtě hodiny zároveň také nejdelší film své doby – Cabiria. Režisér Giovanni Pastrone nelitoval úsilí, aby na scénu dostal od vysokohorského sněhu k pouštím s pomocí lidských mas, slonů, velbloudích karavan a fantastických dekorací hojnost historických prvků příběhu. Cabiria je však také příkladem bohatství filmové řeči, jehož dosáhl italský velkofilm na svém vrcholu. Pastrone pracoval s odlišnými velikostmi záběru, různými délkami záběru a sledy střihů, experimentoval s paralelní montáží a jako jeden z prvních nasadil umělé světlo k estetickým účelům. Pro venkovní snímky zkonstruoval kamerový vůz a vyzkoumal možnosti kamerové jízdy jako nového filmového výrazového prostředku. „Carello“, který si Pastrone po dokončení filmu dokonce nechal patentovat, otevřel kinematografii novou dimenzi – hloubku prostoru.

##### Dánsko: umění filmového herectví

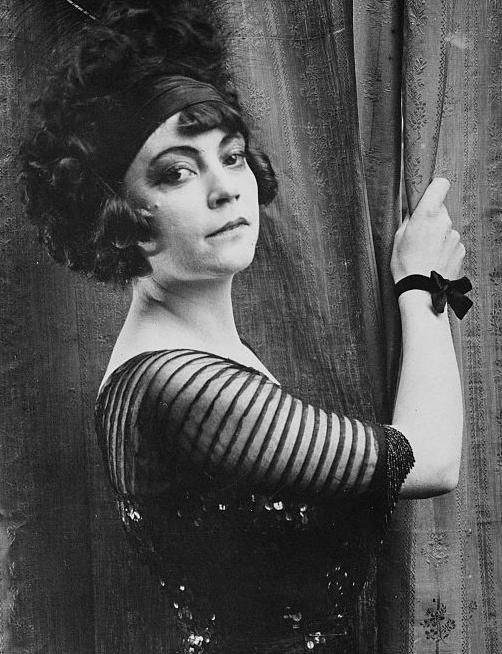
Dánská herečka Asta Nielsenová

V raných obdobích filmu se mohli na mezinárodním trhu profilovat i producenti z malých zemích – za předpokladu, že rozuměli obchodu a měli nos na senzace. Dánská Nordisk Films Kompagni byla založena roku 1906 bývalým cirkusovým akrobatem Ole Olsenem. V roce 1907 nechal pro svůj film ze safari Lov lvů zastřelit před běžící kamerou dvě živé divoké šelmy. Zuřivé protesty zvedaly obrat a Olsen prodal po celém světě 260 kopií filmu. Roku 1910 vyvolal mezinárodní rozruch svým prvním dlouhým filmem Bílá otrokyně. Příběh Evropanky, která je zavlečena do nevěstince v cizí zemi, vyvolal kvůli své „nebezpečné smyslnosti“ opět veřejný pokřik a volání po filmové cenzuře. Byl to první z řady erotických filmů, kterými se skandinávská produkce v předválečném období měla proslavit.
Obzvláště se dánští pionýři zasloužili o prosazení umění filmového herectví. Divadelní hvězda Asta Nielsenová zjistila, že „všeodhalující čočka […] nutí k nejvyšší pravdivosti výrazu“ a filmové herectví vyžaduje zcela jiný způsob hraní než divadlo. Pod režií svého muže, Petera Urbana Gada, ukázala Nielsenová světu již v roce 1910 ve svém prvním filmu Nad propastí co obnáší umění filmového herectví. S minimálními gesty, pohledem, pohybem hlavy, smyslnou přítomností celého svého těla dokázala zahrát celou škálu pocitů. „Královna němého filmu“ byla s oblibou obsazována jako tragicky milující nebo pronásledovaná nevinná, jejíž osud neomylně spěl ke smutnému konci.
Dánové, kteří zpopularizovali odhalování duše na plátně, ovládali německý filmový trh až do konce první světové války a založili svými melodramaty skandinávskou tradici psychologického filmu.

##### Vývoj na českém území
V našich zemích se první filmová projekce konala v Karlových Varech roku 1896. K českým průkopníkům kinematografie patří Viktor Ponrepo (vlastním jménem Dismas Šlambor), majitel prvního stálého kina v Praze, v Karlově ulici, v domě U Modré štiky (od roku 1907).
Roku 1898 se v Praze konala Světová výstava, na které se promítaly filmy. Zásluhu na filmovém umění měl Jan Kříženecký, český filmař a zakladatel filmování u nás, který zakoupil několik kinematografických přístrojů pro výstavu a zaplatil kopie některých zahraničních filmů (z Francie, Itálie,…) jako např. Smích a pláč či Pokropený kropič, ve kterém chlapec škádlí zahradníka s hadicí, kterému vytryskne voda z hadice do obličeje, tedy první groteska.
Rozmach filmového podnikání nastal u nás až po vzniku Československa.

### Dějiny filmu od roku 1919 do 1929

#### Rozkvět a následný pád švédského filmu
Švédsko začalo začátkem dvacátých let produkovat velké množství filmů. Ty se však odlišovaly od ostatních především využíváním svého přírodního prostředí. Kinematografie se soustředila na severskou krajinu a využívala současně i domácí literatury, kostýmů a zvyků. Zvláštností bylo, že švédské filmy proslavili pouze tři režiséři: Georg af Klercker, Mauritz Stiller a Victor Sjöström. Jejich díla přinesla zemi, která je menší než samotný New York, značný věhlas na mezinárodní kinematografické scéně.
V desátých letech dvacátého století byla založena společnost Svenska Biografteatern, která existuje dodnes. Jejím majitelem se stal Charles Magnusson, který z ní o pár let později vytvořil významnou produkční společnost. Prvním zdejším režisérem se stal af Klercker, který se stal šéfem produkce. Ten samý rok byli najati i Stiller a Sjöström. Protože švédská kinematografie byla teprve v začátcích, museli se režiséři spokojit se skromným rozpočtem. Af Klercker začínal jako herec a brzy na to začal režírovat. Točil komedie, kriminální thillery, válečné filmy a dramata, u kterých kladl důraz především na výraznou krajinu, osvětlení a rámování scén. Nicméně v roce 1913 se nepohodl s Magnussonem a začal pracovat pro menší společnosti, především pak pro Hasselbladfilm, který si o pár let později prošel několika fúzemi a stal se součástí Svenska Bio přejmenované na Svensk Filmindustri, což je název, který si společnost uchovala až do současnosti. V té době af Klercker již přestal režírovat a dal se na obchodování.
Zbývající dva režiséři, Stiller a Sjöström, setrvali u Magnussovy firmy Svenska. Stiller se proslavil díky svým adaptacím románů Selmy Lagerlöfové, nositelky Nobelovy ceny. Mezi jeho nejznámější filmy patří Nejlepší film Tomáše Graala, Poklad pana Arna a Za štěstím, první film považovaný za erotickou komedii. Victor Sjöström byl jedním z nejvýznamnějších režisérů němé éry. Vyznačoval se detailními záběry a využíváním krajiny jako expresivní prvek. Sjöström natočil řadu filmů, avšak mezi jeho nejvýznamnější díla patří například Ingeborg Holmová, Terje Vigen nebo snímek Psanci, který se po omezení vývozu švédských filmů stal prvním snímkem, který se opět objevil na mezinárodní scéně. Ve Francii byl tento film přijat velmi pozitivně a francouzský kritik a režisér Louis Deluc ho náležité pochválil: Publikum je zaplaveno emocemi. Diváci jsou jati posvátnou hrůzou při pohledu na neúrodné krajiny, hory, selské oděvy a na prostou ošklivost i silný lyrismus zblízka pozorovaných vztahů, pravdivost dlouhých scén, soustředěných na ústředí dvojici, na násilné boje i výsostně tragický konec dvou starších milenců, kteří unikají životu v závěrečném objetí uprostřed sněžné pustiny. Dalším význačným filmem byl Vozka smrti, kde víceexpozice byly jedněmi z dosud nejpropracovanějších. Film se brzy stal klasickým dílem filmové historie.
Úpadek švédské kinematografie započal roku 1923 odchodem režiséru Stillera a Sjöströma a excelentních herců Grety Garbo a Larsa Hansona do Hollywoodu. Nastaly finanční potíže a Svenska z mezinárodní scény téměř vymizela. Filmová produkce upadala závratným tempem.

#### První výboje německého filmu

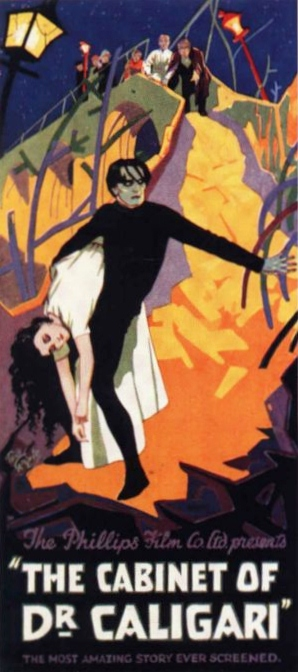
Verze plakátu filmu Kabinet doktora Caligariho v angličtině

I když Německo ekonomicky trpělo po porážce v první světové válce, filmový průmysl zažíval jednu z nejvýraznějších ér. Od roku 1918 až po nástup nacistů roku 1933 se německé kinematografii v technické vyspělosti mohl rovnat pouze Hollywood. Jeho expanzi způsobila především izolace a tím i omezení importu zahraničních filmů z roku 1916. Zadlužené Německo si uvědomilo, že se film může stát velmi výnosným podnikáním a tak byl film plně podporován státem. Současně se začaly větší společnosti slučovat a založili společnost Universum-Film-Aktiengesellschaft, známou obecně po svými iniciály jako UFA. UFA byla kartel, který seskupoval všechny velké výrobce, podobně jak to již předtím učinil v Americe Edison. Metody německých kartelů se příliš nelišil od metod amerických trustů a jejich monopolistické cíle byly totožné. Avšak zatímco v Americe byly tyto finanční kombinace takzvaným „Shermanovým zákonem“ v zásadě zakázány, byly v Německu vychvalovány a chráněny přímo z nejvyšších vládních míst.
Izolace, která silně omezila import zahraničního filmu, způsobila minimální konkurenci na domácím trhu. Berlín se proto snažil získat k spolupráci technické pracovníky i herce z celé střední Evropy. K proudu těch, kteří přicházeli z Dánska, se postupně přidávali ti, kteří přicházeli z Vídně, Prahy, Varšavy a Budapešti. Mezi jinými např. Asta Nielsenová, Pola Negri, Olaf Fönss nebo Lupu Pick. Do roku 1922 se zklidnily nepřátelské postoje vůči Německu a kinematografie začala sklízet úspěchy i v mezinárodním měřítku.
Válka způsobila následnou hyperinflaci, avšak průmysl z toho začal těžit. Lidé začali utrácet, protože peníze, které šetřily, ztrácely den ze dne svou hodnotu. Surovin bylo v poválečné době nedostatek, avšak filmů bylo stále dost k dispozici. Návštěvnost filmů se tak zvyšovala a současně se i stavěla další kina a dobře vybavené ateliéry, které neměly v Evropě obdoby. Inflace navíc prospívala exportu než importu a tak německé společnosti mohly využívat své mezinárodní konkurence. O něco později republika odmítla nadále se finančně účastnit koncernu UFA. Tím se stala tato firma soukromou společností, která postupně zrušila své pobočné podniky, sloužící státní propagandě. Velkokapitál, který i nadále koncern ovládal, nezměnil však nic na jeho politické orientaci. To nejlépe potvrdily další Lubitschovy filmy. Tento nadaný režisér natočil totiž krátce po sobě velmi nákladnou protifrancouzskou Madame DuBarry a protiamerickou Ústřicovou princeznu (Die Austernprinzessin). Film Madame DuBarry, který byl údajně vyroben za 40 tisíc dolarů, američtí experti odhadovali za náklady nejméně 500 tisíc dolarů, což bylo v té době považováno za drahý film. V roce 1923 se Lubitsch prvním významným režisérem, který začal natáčet v Hollywoodu.
Negativem izolace byl stále stejný typ žánru, tedy komedií a dramat, který v Německu dominoval. Nicméně i přesto se začaly pomalu formovat nové trendy – německé expresionistické hnutí a „kammerspiel“. V expresionismu převládala hrůza, fantastičnost a zločin. Jeho originalita sklidila úspěch a začala se těšit velké oblibě. Rakušan Carl Mayer, který napsal společně s Hansem Janowitzem, původem z Čech, scénář filmu Kabinet doktora Caligariho (Kabinett des Dr. Caligari), byl pravděpodobně nejsilnější osobností německého filmu němé éry. Dr. Caligari se stal postavou obecně známou jako Harpagon nebo Don Juan. Byl to první tragický „hrdina“, vytvořený bez literární předlohy. Conrad Veidt, který hrál Cesara v Caligarim prohlásil, že „pokud jsou dekorace navrženy tak, aby odpovídaly duševnímu rozpoložení postavy, poskytnou herci neocenitelnou pomoc při vytváření a prožívaní role. Splyne se zobrazeným prostředím a oba se začnou pohybovat ve stejném rytmu“.
Další výraznou osobností rané německé kinematografie byl Fritz Lang, který roku 1933 emigroval do USA a v Hollywoodu se mu podařilo natočit desítky filmů. Při své první návštěvě New Yorku byl natolik překvapen, že roku 1927 natočil film Metropolis. Zde vytvořil děsivou vizi budoucího města, kde společnost je rozdělena na několik vládců a dělníky otroky pracující v podzemí. Po stránce výtvarné je zde využito silné promyšlené estetiky jednotlivých záběrů, geometrie a neustále se opakujících pohyblivých mas dělníků v určitých obrazcích.
Hlavními rysy expresionismu v německé kinematografii byly deformace a zveličení, domy byly špičaté a pokroucené, židle vysoké a schodiště křivá. Herci se nesnažili dosáhnout přirozeného dojmu, ale dělali trhané pohyby a nečekaně prudká gesta. Ve filmech se používalo jednoduchého nasvícení zepředu a ze stran, aby se dosáhlo sloučení mezi hercem a pozadím. Někdy bylo využito i stínů, aby se vytvořila deformace.
Dalším trendem byl tzv. „kammerspiel“ neboli film „komorního dramatu“. Zde bylo cílem zobrazit několik postav a zkoumat jejich životní krize. Kladl se přitom důraz na výrazné detaily a psychologii postav. Na rozdíl od „konkurenčního“ expresionismu byl děj zasazen do současného prostředí, který zůstával stále stejný. Závěry filmů typu kammerspiel pak končily vždy nešťastně. V tomto žánru bylo natočeno jen několik filmů: Střepy (1921) a Silvestrovská noc (1923) Lupu Picka, Zadní schodiště (1921) Leopolda Jessnera, Poslední štace (1924) Friedricha Murnaua a Michael (1924) Carla Dreyera. Do konce roku 1924 přestal být žádaným žánrem.

#### Ruský film a montážní škola
Rusko na začátku 20. let zasáhla Říjnová revoluce a k moci se dostali bolševici. Vláda chtěla mít neustálý dozor nad filmovou produkcí a tak vytvořila Lidový komisariát osvěty, obecně známý jako Narkompros. Ten usiloval o nadvládu nad filmovou výrobou, distribucí a promítáním v kinech. Ještě před revolucí v říjnu natočil nadaný ruský režisér Lev Kulešov film Projekt inženýra Praita, kde se využil prvky kontinuity. Nicméně i přes menší pozitivní rozvoj nastal v ruské kinematografii úpadek, chyběl totiž filmový materiál. Květnu 1918 svěřila vláda jeden milion dolarů filmovému distributoru Jacquesu Cibrariovi, který v Rusku za války působil. Na své obchodní cestě do Spojených států Cibrario nakoupil bezcenný použitý materiál a s většinou peněz zmizel. Když se pak režim pokusil veškerý zbylý materiál znárodnit, soukromí obchodníci a distributoři skryly své poslední zásoby a nastal tak jeho absolutní nedostatek.

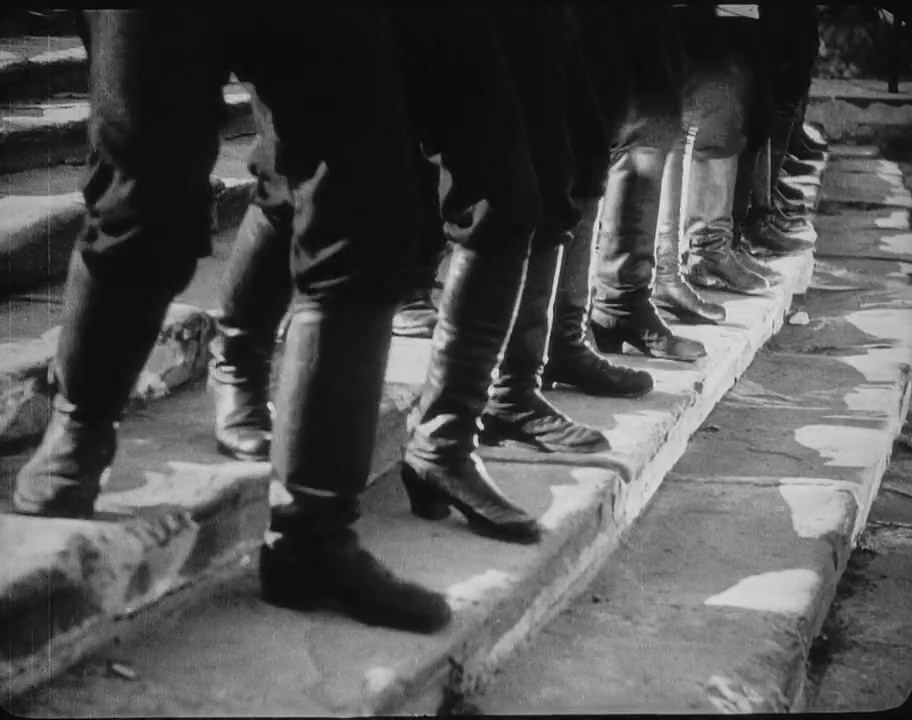
Nohy pochodujících kozáků na Oděském schodišti ve filmu Křižník Potěmkin

Roku 1919 Narkompros založil Státní filmovou školu, ke které se o rok později připojil Kulešov i jiní významní režiséři a herci. V roce 1922 započala ekonomická rekonstrukce země a s podporou Lenina začala vzkvétat i ruská kinematografie. Začaly se stavět filmové ateliéry a umělci se znovu začali seskupovat v hlavních centrech výroby filmu. Samotný Lenin prohlásil, že „ze všech umění je pro nás film uměním nejdůležitějším!“ Ten samý rok se vláda pokusila sjednotit filmový průmysl a vytvořila distribuční monopol Goskino (Státní film). Nicméně vytvoření institutu nesplnilo očekávání, protože několik společností bylo natolik silných, že mohly Goskinu konkurovat. I přes silnou konkurenci Goskino natočilo asi nejslavnější ruský film té doby, Křižník Potěmkin. Ten natočil nadaný ruský režisér Sergej Ejzenštejn a roku 1926 se stal v Německu velmi populárním. Ve filmu byly bohatě využity dramatické montáže obrazu, záběrově a fotograficky snímané jedním z tehdejších nejznámějších kameramanů, Eduardem Tissém. Ejzenštejn zachytil osoby a předměty „nestřežené“ – vysoké boty, schody, mříže, šavle, kamenného lva apod. Dále ve filmu využil svých střihových technik, např. „rytmickou montáží“, kdy ve stále rychlejších střizích ukázal střídající se detaily otáčejícího se soukolí křižníku.
Protože firma Goskino nebyla schopna vést filmový průmysl, vytvořila vláda novou společnost Sovkino. Tu vlastnili a financovali němečtí komunisté a až do roku 1936, kdy zanikla, vyprodukovala mnoho významných sovětských filmů.
Sovětské experimenty však nevydržely dlouho. Vláda si začala stěžovat, že filmy jsou příliš intelektuální a prostí rolníci a dělníci nemají pro ně pochopení. Stalinistická totalita donutila ruskou kinematografii k natáčení filmů typu lehké zábavy nebo měly být pobídkou k budování socialismu. Umělecký film v Rusku tak na delší dobu zanikl.

#### Francouzská avantgarda
Po první světové válce došlo k úpadku francouzské kinematografie. Válka způsobila ideologický i praktický zmatek a obrazem toho byl vznik nových uměleckých směrů, které nenavazovaly na stará pravidla a snažily se vyjádřit důležité myšlenky 20. století. Po ozbrojeném přepadu v Rusku emigrovalo několik umělců do Francie, která se později stala hlavním centrem avantgardy. Ruští filmaři, kteří začali experimentovat již v rodné zemi, tak mohli pokračovat ve svých pokusech. V Pařížských CAFÉs se scházela spousta mladých umělců, kteří byli plni kreativity, ale oficiální kultura je zatím neuznávala (Pablo Picasso, Georges Braque, Salvador Dalí, Luis Buñuel a další).
V této době se ve Francii objevují první filmoví kritici, mezi něž patří i Louis Delluc. Právě tento kritik, později režisér, inicioval vznik časopisu Ciné-club (1921), který sice fungoval pouze krátkou dobu, ale s jeho existencí bylo spojeno několik projekcí – počátky tradic filmových klubů. Delluc se společně s dalšími režiséry (Germaine Dulacová, Abel Gance, Marcel L'Herbier a Jean Epstein)
hlásili k impresionistickému filmovému umění. Předpokládali, že umění, nepřenáší skutečnost, ale zkušenost. Osobní pohled umělce a „pocity místo příběhů“ měly tvořit jádro filmu, nechat jej stát s „poetickým výrazem duše“. Delluc definoval roku 1918 konceptem „Photogenie“ rozhodující kvalitu, která odlišuje filmový obraz od zobrazovaného předmětu. Zobrazení, napsal Delluc, propůjčuje předmětu nový význam, v němž se diváku skrze pohled filmaře otvírá nový rozhled.
Filmový směr, který vznikl roku 1920, se rozvíjel různými formami. V několika hlavních městech byla otevřena specializovaná kina, jež se nazývala někdy „studia“ či „avantgardní kina“ a tvořila obdobu avantgardních divadel. V Paříži to byly například Uršulinky (Ursulines), kde dvojice herců Armand Tallier a Laurence Myrga formulovala svoje cíle při otevření studia takto: „Získávat obecenstvo mezi elitou spisovatelů, umělců, intelektuálů z Latinské čtvrti... Na našem plátně bude mít místo vše, co znamená původnost, hodnotu, úsilí...“
Impresionističtí režiséři se snažili zobrazit obraz samotný. Využívali optické triky, aby ukázali pocity postav – sny, vzpomínky, vize a myšlenky.. Také používali „subjektivní kameru“, tedy extrémní perspektivu, která ukazuje scenérii očima postavy. Největší váhu kladli impresionisté na „mise-en-scéne“, tj. na všechny prvky, které vytvářejí inscenaci filmového obrazu.

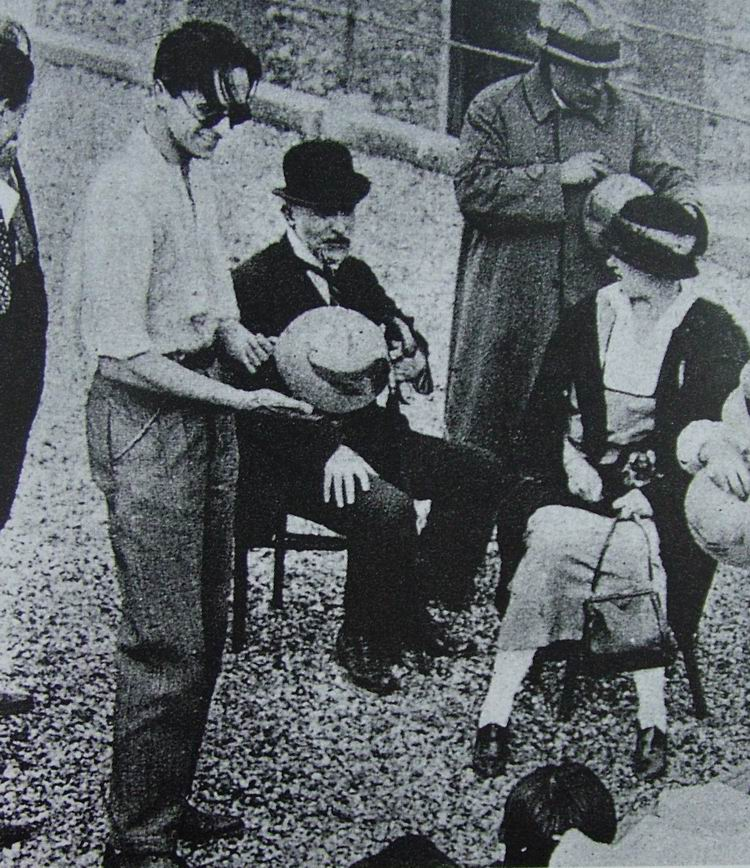
René Clair and Erik Satie, 1924

Mezi významné avantgardisty patřil Marcel L'Herbier, který dokázal navodit působivou atmosféru. Jeho asi nejvýznamnějším dílem byl Eldorado, film plný příběhů, který měl u obecenstva úspěch a francouzský Ciné-club pak ocenil především sloh, který se především vyznačoval subjektivismem. Jean Epstein, esejista a filozof, se také prosadil ve francouzské avantgardě. Po úspěšné Červené krčmě, která vynikala pozoruhodnou montáží, natočil ještě úspěšnější film Věrné srdce. Estetické objevy se v tomto snímku družily ke klasickému naturalistickému námětu. Ústředním bodem a skutečným příspěvkem do filmové antologie byla venkovská pouť. Epstein zde použil zrychlené montáže. Nicméně estetika, na niž se zaměřoval, začala ustupovat. Přešlo se totiž od subjektivismu a expresionismu k abstrakci, dadaismu nebo surrealismu. Později se začal věnovat dokumentárním filmům.
Dalším výrazným režisérem byl René Clair. Ten debutoval svým filmem Paříž spí, kde v exteriérech s omezenými prostředky dokázal vyzdvihnout hodnotu snímku a pořídit kvalitní záběry. Dalším filmem, pravděpodobně nejúspěšnějším, byla Mezihra. První část snímku byla v duchu avantgardy, v druhé se rozvinu předválečný styl. Využíval formální vyumělkovanosti - dvojexpozice, deformace obrazů nebo rychlé montáže. Režisér se údajně při sestavování fantasticky nereálných obrazů této bláznivé koláže nechal vést podle něj pro rytmus filmu rozhodující hodnotou pohybu.
Francouzští avantgardisté se stále snažili dosáhnout „cinéma pur“ (česky překládáno jako „ryzí film“ nebo „čistý film“), tedy znemožnit jakékoli logické uchopení obsahu, ale prvořadý zůstává rytmus a možnost vytvoření proudu volných asociací
Svého vrcholu a největší veřejné pozornosti dosáhl avantgardnímu filmu 20. let s díly Luise Buñuela. Společně s malířem Salvadorem Dalím inscenovali šokující obrazy a montovali je, ovlivněni nastupující psychoanalýzou, do nelogických, snově asociačních sledů. Ve filmu Andaluský pes (1928) se vynořují obrazy milostného příběhu jako z podvědomí protagonistů. Ve velkém detailu rozřeže muž břitvou na holení oko mladé dívky. Další sled obrazů ukazuje kněze, melouny, klavíry a oslí mršinu přivázané k mladému muži, jemuž brání dostat se k dívce. Pro tento film se surrealistickým heslem stal Lautréamontův citát: „Krásný jako setkání deštníku a šicího stroje na pitevním stole“.

#### Rozvoj filmu v Československu
V První republice se po skončení války začalo rozvíjet podnikání, včetně filmového. Praha jako hlavní město nového státu soustřeďovala všechen filmový průmysl. V kinech se začaly promítat filmy, které pocházely ze zemí, které Československu zůstaly válkou uzavřeny. K dispozici byla takřka neomezená nabídka z celého tehdejšího filmového světa, která vyvolala vznik nových kinematografických podniků.
Nicméně v této době republika trpěla nedostatkem finančních prostředků. Nedostatek dobře vybavených ateliéru nutil výrobce jezdit do berlínských nebo vídeňských ateliérů. Náklady se tím ještě zvýšily a poptávka po domácích ateliérech rostla. V roce 1921 založil Miloš Havel akciovou společnost A-B spojením distribučních společností. To byl počátek systematičtější práce.
V roce 1922 došlo k pronikavé změně v organizaci kinematografie. Teprve po převratu roku 1919 byla při ministerstvu vnitra zřízená československá cenzura (do té doby platilo nařízení o filmové cenzuře z roku 1912, které platilo pro celé bývalé Rakousko). Ale podklady pro filmové statistiky, které umožňovaly početní zachycení filmové výroby a obchodu v Československu, byly získány až roku 1922, kdy bylo zahájeno uveřejňování úředních cenzurních výsledků. Českoslovenští producenti až do roku 1927, tedy do příchodu zvukového filmu, natočili celkem 183 filmů.
V roce 1923 bylo postaveno první filmové muzeum na světě Jindřichem Brychtou v Praze. Téhož roku začala ze zahraničí přicházet ostrá konkurence, především technicky vyspělejší americké filmy. Na československý film to měl drtivý dopad, který se brzo objevil v kinech. Avšak hlad obecenstva po cizích filmech se brzy změnil v přesycení a téměř po dvouleté pauze získal film v Československu opět ztracené pozice, které si pak udržel až do příchodu zvukového filmu.

#### Rozmach americké kinematografie

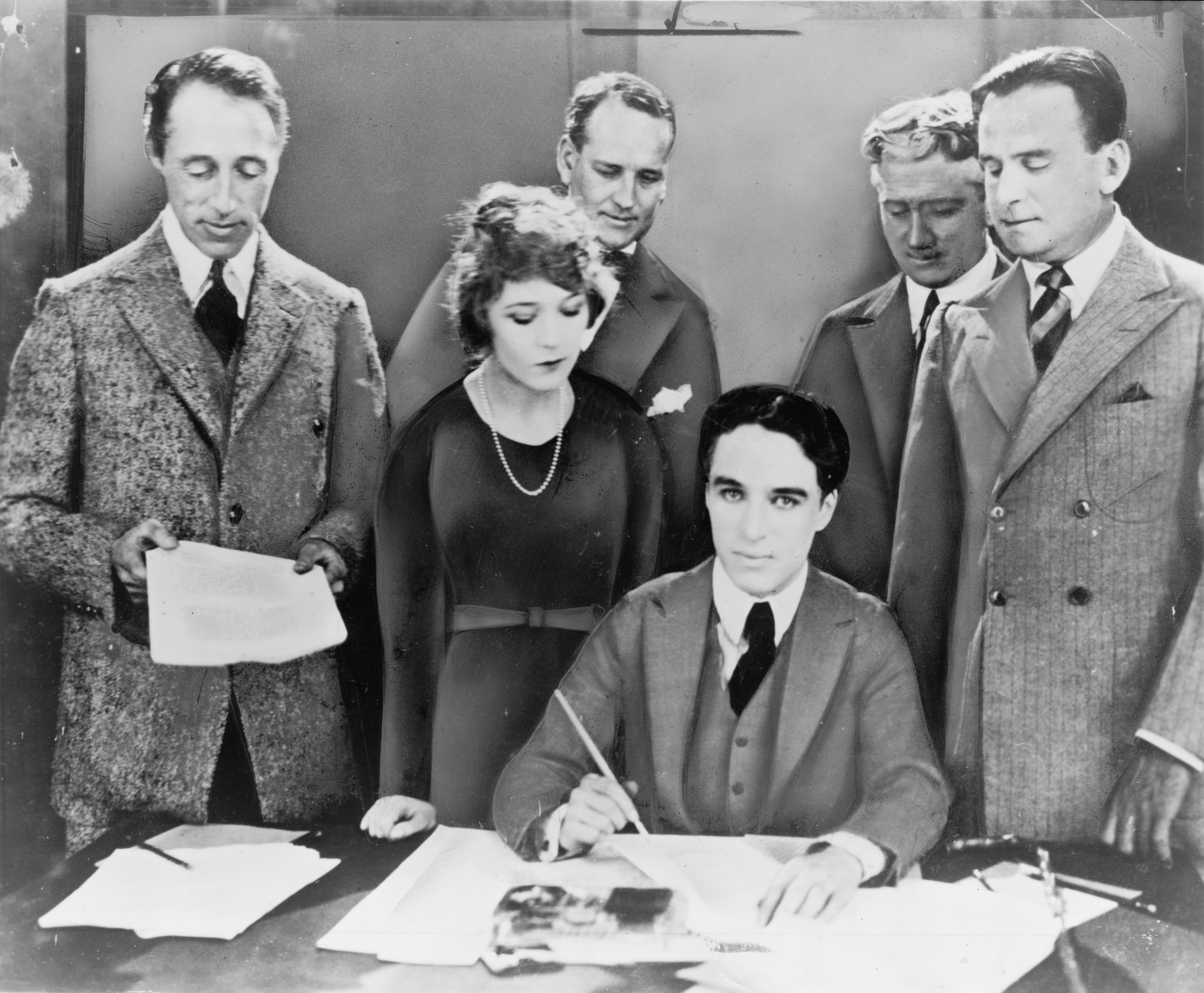
Charles Chaplin, Douglas Fairbanks, Mary Pickfordová a David Wark Griffith podepisují roku 1919 smlouvu o založení filmové společnosti United Artists. Právníci Albert Banzhaf (vlevo) a Dennis F. O'Brien (vpravo) stojí v pozadí.

17. duben 1919, herci Charles Chaplin, Douglas Fairbanks a Mary Pickfordová a režisér David Wark Griffith, čtyři známé osobnosti amerického filmu, zakládají vlastní produkční a distribuční společnost United Artists Corporation.
Záměrem společnosti bylo finančně podporovat kvalitní filmy nezávislých filmových umělců a postarat se o jejich distribuci. Současně ale bylo nutné, aby si zakladatelé zajistili kontrolu nad vlastním ziskem. Vznik společnosti bylo reakcí na bezprostředně očekávanou dohodu dvou největších filmových podniků, First National a Famous Players, podle níž mělo dojít k drastickému omezení neúměrně vysokých platů. Obě velké firmy se chtěly touto dohodou postavit proti běžné praxi svých filmových hvězd, které se pokoušely rozeštvávat společnosti a zároveň střídat různá studia tak, aby mohli stále své platy šroubovat co nejvýš.
Díky slavným jménům sdruženým ve společnosti se United Artists skutečně podařilo prolomit dosavadní hráz mezi výrobnou, půjčovnou filmů a místem, kde se filmy promítaly. Společnost neměla žádné vlastní ateliéry a tak využívala pouze filmových studií svých členů. United Artists nevedla se svými hvězdami, režiséry a techniky žádný složitý smluvní systém, dokonce neusilovala o zřetězení kin – vzhledem k tomu, že se vždy dal očekávat u filmů společnosti finanční úspěch, majitelé kin je velmi ochotně promítali i bez smluv.

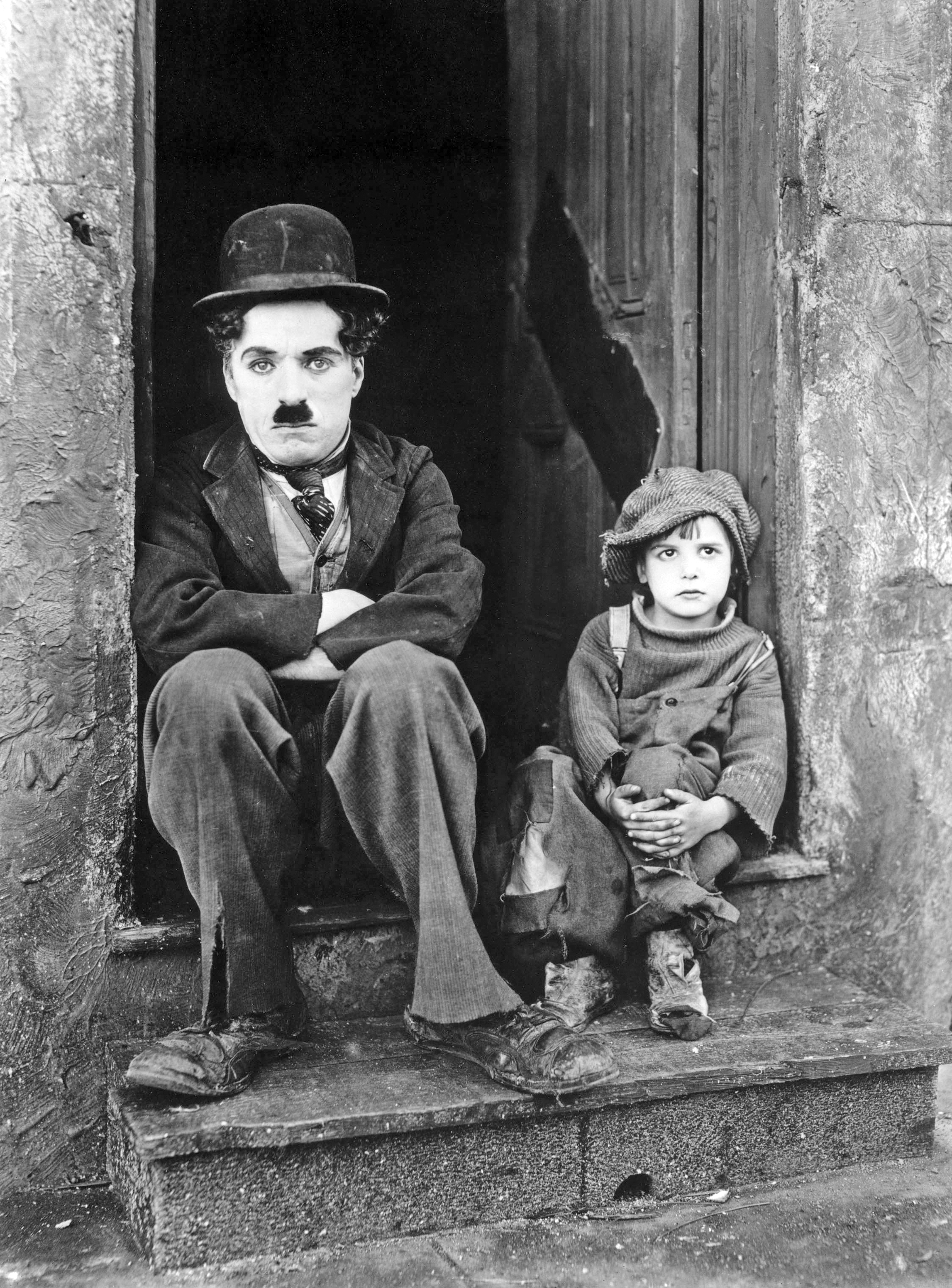
Charlie Chaplin a Jackie Coogan ve filmu The Kid (1921)

I když Charlie Chaplin své velké úspěchy slaví teprve ve 20. letech, je v době založení United Artists jedním z nejslavnějších a nejlépe placených umělců filmové branže. Filmové společnosti mu nechávaly volnou rukou. V této době začal hrát šmajdavého tuláka, oblečeného do ošuntěného obleku, pamatující lepší časy. Už ve svých raných filmech pokaždé hrál sociálně deklasované charaktery, které se lstí prosazují proti krásným a úspěšným lidem. Intelektuálové mohou v jeho filmech, například ve snímku Psí život (1919), rozpoznat jasnou obžalobu kapitalistického systému.

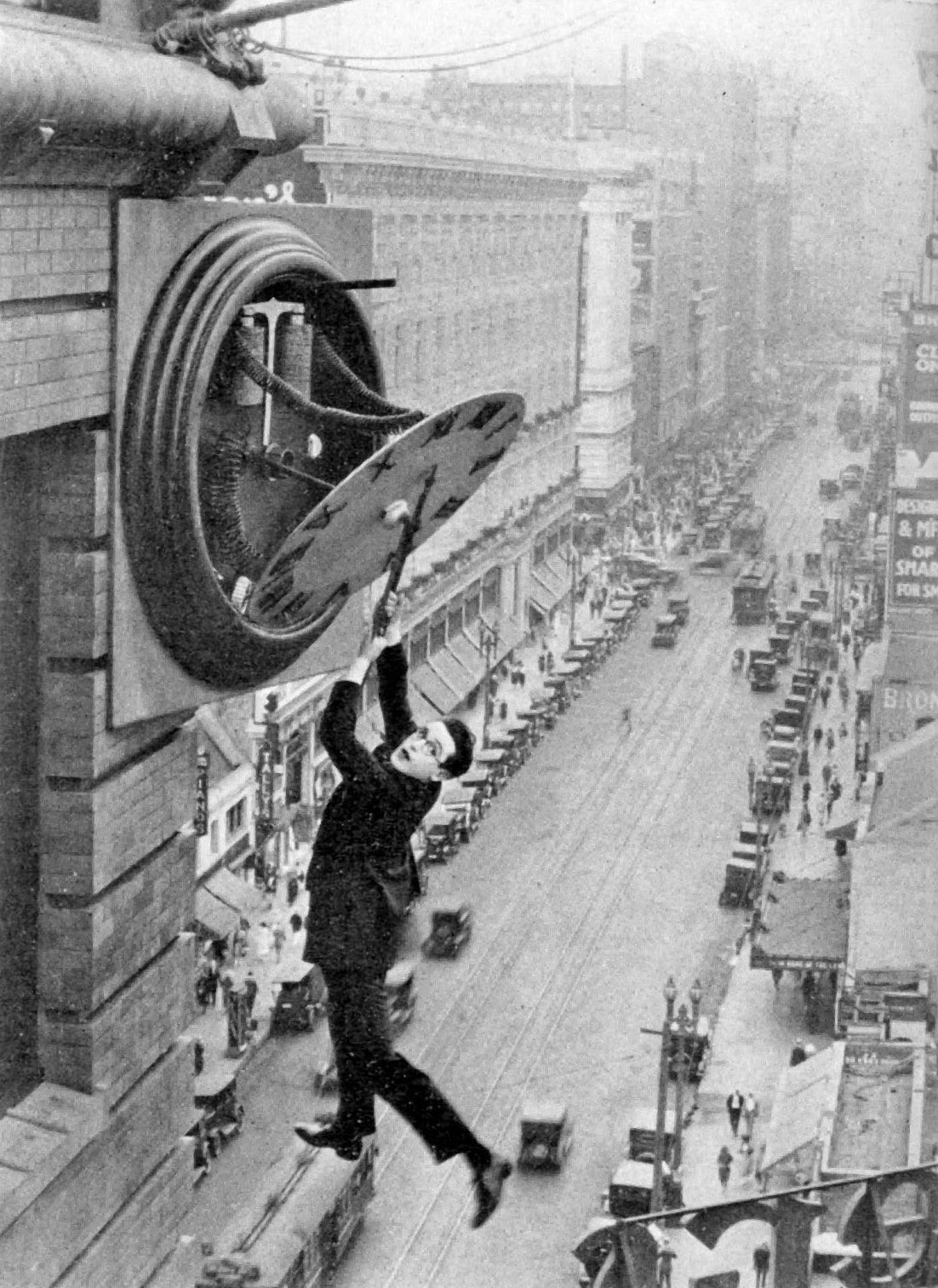
Harold Lloyd ve snímku O patro výš z roku 1923

Skvělý filmový komik Harold Lloyd, proslulý zejména svými akrobatickými kousky, se proslavil zejména hlavní roli ve filmu O patro výš (1923) režiséru Freda C. Newmeyera a Sama Taylora. Komedie O patro výš byla čtvrtým filmem Lloyda, v němž se snažil zdolat výškovou budovu, vystaven nástrahám a protivenstvím, při nichž se tají dech a vstávají vlasy na hlavě. Rovněž dva následující filmy jsou tematicky i žánrově podobné. Díky vhodně voleným úhlům záběrů působí mnohé scény ve filmu hrozivěji než ve skutečnosti. Ve většině záběrů vystupoval Harold Lloyd sám. Dvojníkem se nechával nahradit jen v některých velkých celcích.
Šplhání po mrakodrapech je většinou kritiky interpretováno jako do očí bijící symbol společenského vzestupu, po němž hlavní hrdina vskrytu touží. Lloyd často ztělesnil optimistického kariéristického maloměšťáka, obdařeného komicky směšnou snahou po přizpůsobení se, který se pokouší nalézt navzdory protivenstvím a vlastní nešikovnosti uplatnění ve velkoměstské džungli. Po všech útrapách nakonec hrdina přece jen dosáhne kýženého úspěchu. Lloyd mnohdy dosáhl se svým prospěchářských hrdinou u amerického publika větší obliby, než jaké se těšily dvě hlavní hvězdy němých grotesek – Charlie Chaplin a Buster Keaton.

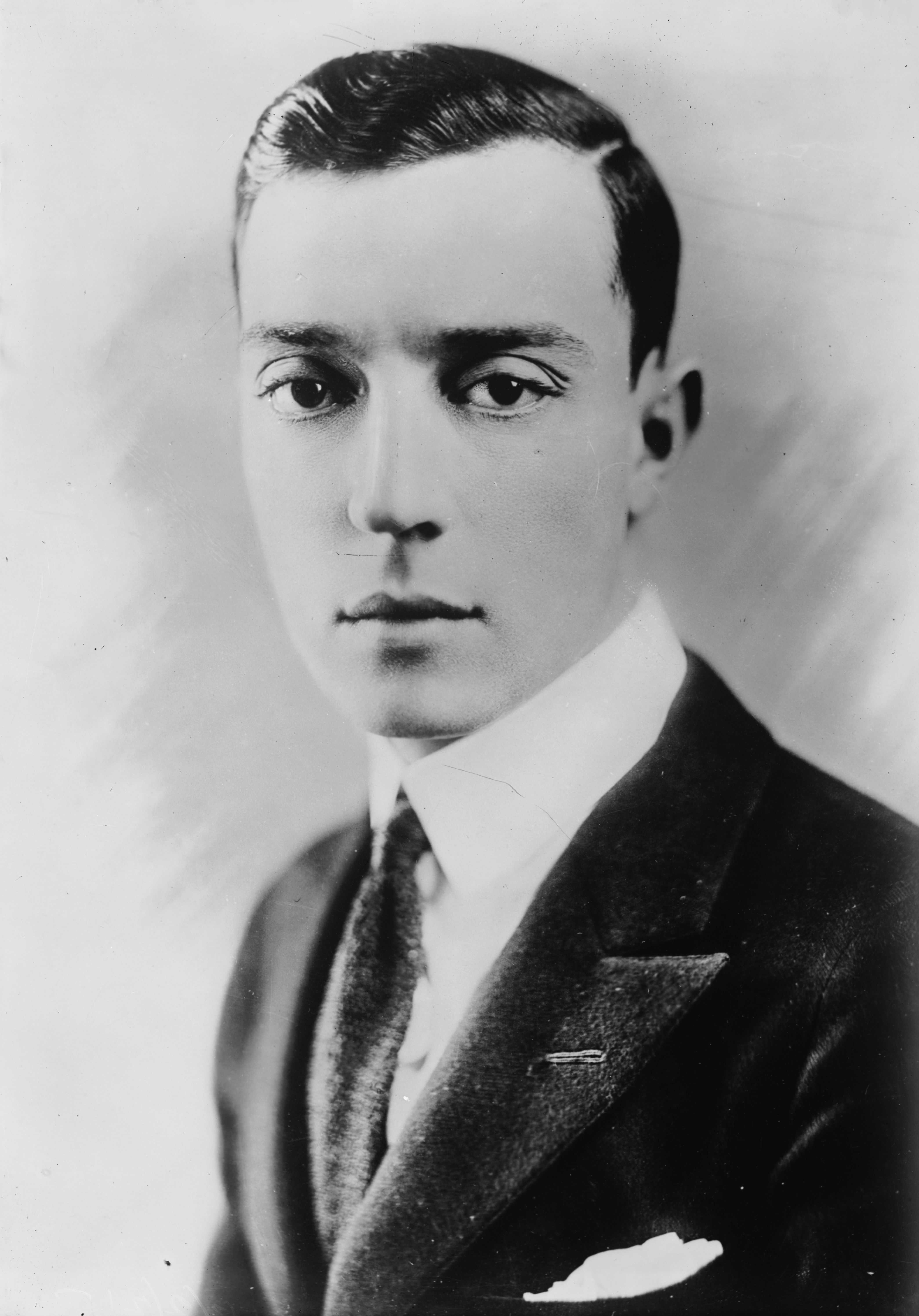
Kamenná tvář Buster Keaton

Joseph „Buster“ Keaton, jehož přezdívka „Stoneface“ (kamenná tvář) přesně vystihovala stoický výraz jeho tváře, patří spolu s Charliem Chaplinem a Haroldem Lloydem mezi ty umělce, kteří dokázali vytvořit nový, zcela osobitý typ filmové komiky. Jedinečností komického hrdiny vytvořeného Busterem Keatonem je vážnost, kterou si uchovává ve všech, i v těch nejabsurdnějších a nejneočekávanějších situacích.
Americký filmový průmysl, který si zajistil během první světové války prvenství na mezinárodním trhu, je charakterizován tvrdým konkurenčním bojem. Tzv. nezávislí, kteří byli natolik silní, že se mohou prosadit proti Motion Picture Patents Company, se sami sdružovali do stále větších společností. V průběhu 20. let začínala vznikat velká studia: Paramount Pictures, Warner Bros., Metro-Goldwyn-Mayer, Fox Film Corporation (později 20th Century Fox) a Independent Moving Pictures (předchůdce Universal Studios). Tyto podniky si pečlivě hlídaly úspěchy svých filmů – jako hvězdy vystupovaly jen určité typy, stále znovu obměňovaly oblíbená témata a stále více se omezovaly na prostor, kde mohl zasáhnout režisér.

## Vývoj filmu se zvukem
Filmem Jazzový zpěvák (1927), vyrobeným firmou Warner Bros., byla fakticky zahájena éra zvukového filmu. V následujících pěti letech se od základu změnila veškerá technika, přístrojové vybavení i tvář filmu.
Již 6. srpna 1926 se konala premiéra zvukového filmu Don Juan, ve kterém však byla použita pouze hudba, hraná ze speciálního gramofonu systému Vitaphone. Film Jazzový zpěvák nabídl poprvé v dějinách mluvené slovo - monolog oblíbené postavy broadwayských muzikálů Ala Jolsona, čítající na 250 slov. „Počkej chvíli! Počkej chvíli! Ještě jsi nic neslyšel!“ jsou první slova, která zazněla z filmového plátna.
Společnost Warner Bros. se nacházela v roce 1925 již potřetí v hluboké finanční krizi. Čtyři bratři tedy obrátili svoji pozornost na vynález firmy Western Electric s cílem zachránit za pomoci zvukového filmu svoji zruinovanou filmovou společnost. Ve vší tajnosti byl ozvučen film Don Juan, koncipovaný původně jako němý. Jeho premiéra se stala senzací, ale Jazzový zpěvák, který přinesl na plátno mluvené slovo, úspěch Dona Juana jednoznačně předčil.
Navzdory nadšení trvalo celých pět let, než se zvukový film definitivně prosadil. Studia musela nakoupit zvuková zařízená v ceně od čtvrt do půl miliónů dolarů za kus. Náklady na instalaci zvukové aparatury činily 15 tisíc dolarů, přičemž zařízení zůstávalo i nadále majetkem firmy Western Electric a vlastníci kin museli po dlouhá léta splácet jeho pronájem. Navzdory značné finanční nákladnosti se však počet zvukových kin rychle zvyšoval, protože tato kina se stala pro filmové publikum velkou atrakcí. Zatímco v roce 1928 bylo jen 500 zvukových kin a asi 20 000 němých, začátkem roku 1929 existovalo již 1300 zvukových a za půl roku vzrostl jejich počet na 5200. Počáteční záměr většiny filmových společností ignorovat snahu firmy Warner Bros. o rozšíření zvukového filmu však ztroskotal. Během krátké doby pronikl zvuk do všech filmových společností.

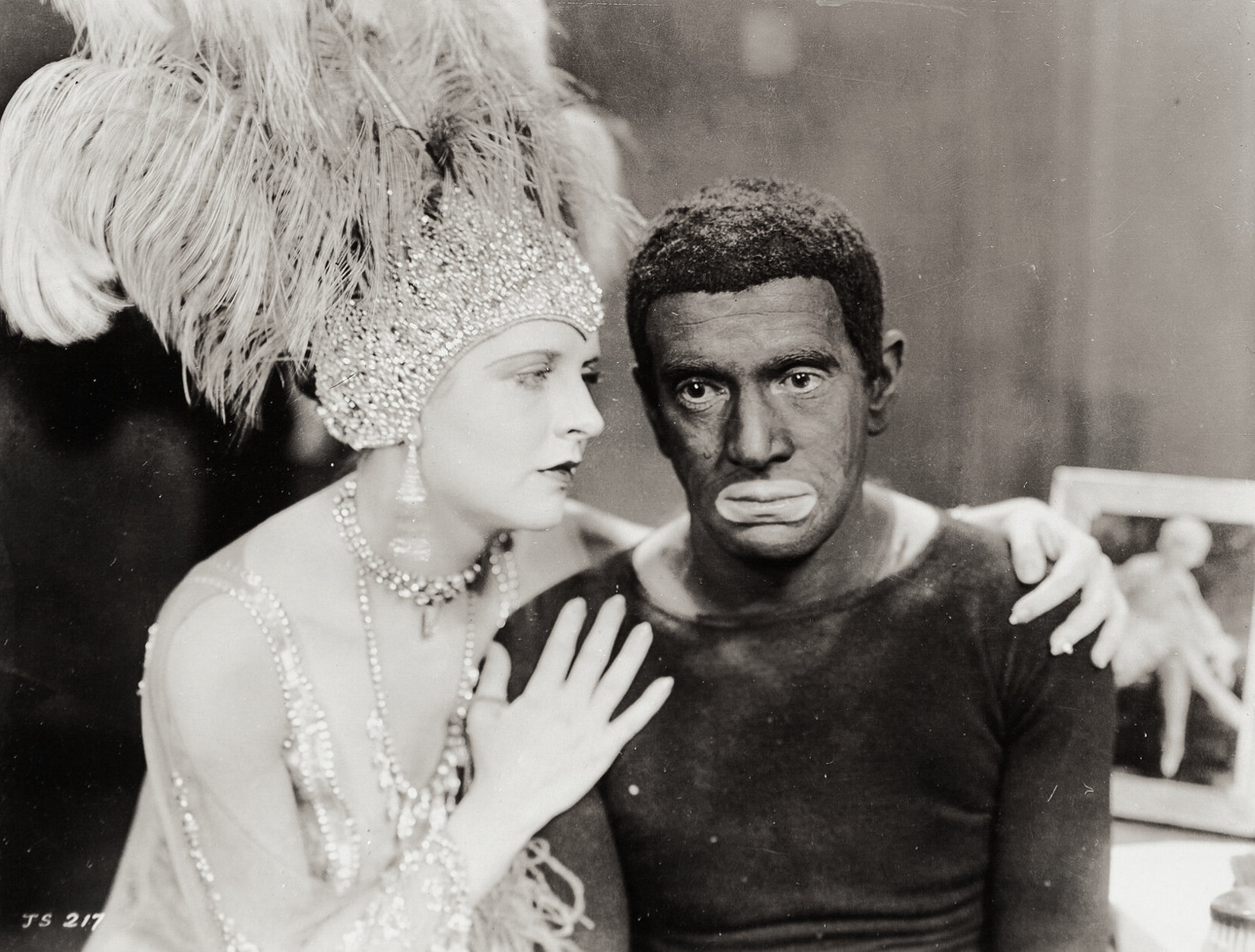
Mary (May McAvoy) a Jack (Al Jolson) ve filmu Jazzový zpěvák

Při natáčení prvních zvukových filmů byli herci nuceni mluvit stále směrem k mikrofonu, ukrytému třeba v květináči, jenž byl součástí dekorace, což značně omezovalo jejich pohyb a hereckou akci vůbec. Vzhledem k tomu, že další zpracování zvuku, zaznamenaného na speciálních gramofonových deskách, bylo značně omezené, natáčely se scény zpravidla v jednom záběru. Tím vzaly definitivně za své veškeré montážní koncepce němého filmu. Sovětští režiséři Sergej Ejzenštejn a Vsevolod Pudovkin vydali dokonce svůj slavný manifest proti zvukovému filmu. Natáčení v exteriéru bylo prakticky úplně nemožné vzhledem k množství různých parazitních zvuků, které katastrofálně narušovaly srozumitelnost dialogů. Byl proto vyvinut systém tzv. zadní projekce, při němž se na speciální plátno, před kterým probíhala herecká akce, promítala exteriérové záběry pozadí.
Mnoho herců se s nástupem zvukového filmu muselo se svou prací rozloučit, protože jejich hlas, navíc značně zkreslený technickou aparaturou, vyzníval na plátně zcela směšně. Rovněž většina zahraničních herců bylo vzhledem k jazykové bariéře nucena opustit hollywoodská studia; mezi jinými i např. Emil Jannings a Pola Negri. Práci ztratila i malá hudební tělesa a pianisté, kteří vytvářeli v němých kinech zvukový doprovod.
Zásluhou zvuku se také podstatně zvýšil zájem publika o filmové týdeníky. Producent William Fox zakoupil od Western Electric jejich systém Movietone a použil jej k ozvučení svých týdeníků, natáčených po celém světě. Diváci byli zvukovou kulisou exotických krajin nadšeni. Počet návštěvníků vzrůstal a přicházely další a další peníze do pokladen biografů.

### Dějiny filmu od roku 1930 do 1940
25. října 1929, v „Černý pátek“, znamenal krach newyorské burzy začátek světové hospodářské krize. Miliony lidí byly bez práce, banky krachovaly a mezinárodní produktivita klesla o více než 50 %, zatímco inflace oslabila kupní sílu a s ní i obchod.
Filmový průmysl nebyl z počátku utrpením světové krize příliš zasažen. Kino nabízelo lidem nejdostupnější a nejprostší formu úniku. Studia se nuceně začala přizpůsobovat zvukovému filmu. Roku 1929 byla již přestavěna více než polovina z asi 20 500 amerických kin a novinka se začala prosazovat i v evropských hlavních městech. Přestavba kina bylo spojeno s vysokými náklady, které získat během hospodářské krize byly značně obtížné. Náklady rostly i při natáčení zvukových filmů. Ty aby mohly být na mezinárodním trhu prodávány, byly mnohé z nich natáčeny hned víckrát, tzn. německými, anglickými a francouzskými herci. V dnešní době je natáčení více verzí vzácnost, místo toho jsou obvyklé titulky a dabing.

#### Film v předhitlerovském Německu a za nacismu

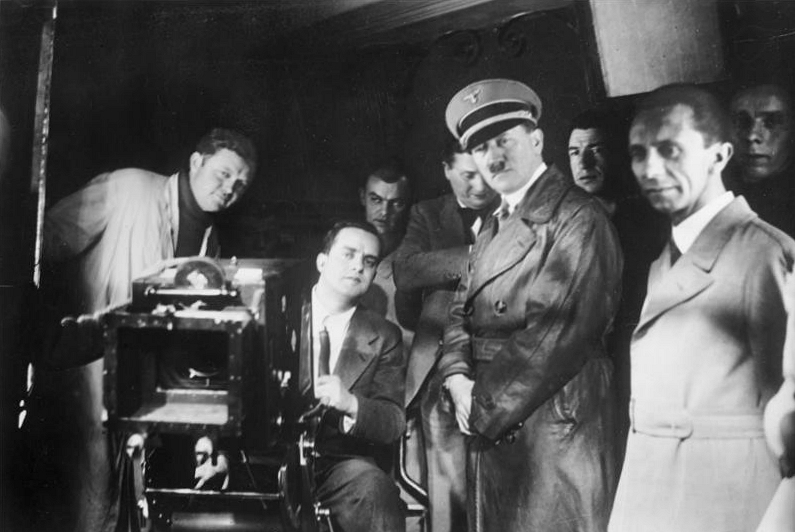
Hitler a Goebbels na návštěvě studia UFA, 1935

Poslední roky němé éry byly pro německý film obdobím úpadku. V té době francouzský kritik Georges Charensol napsal: „Vývoj německé kinematografie spěl rychle k umění hloubce komerčnímu, takže kromě jednoho či dvou filmů hodnotných jsme měli možnost vidět jen záplavu výrobků krajně podprůměrných. Tehdy také začínali němečtí režiséři emigrovat do Ameriky.“ Ze všech slavných filmových režisérů z doby před 1925 zůstal v Německu pouze Fritz Lang. Nicméně jeho poslední němé filmy už nedosahovaly takového úspěchu jako Metropolis nebo Unavená smrt.
Inovace v podobě zvukového filmu měla v Německu pozitivní dopad. Do Berlína se totiž vrátila většina emigrovaných režisérů a herců, kteří se pro cizí přízvuk své anglické výslovnosti či pro úplnou neznalost jazyka stali pro Hollywood nepotřební.
V době kdy vzplanul požár Říšského sněmu, který Hitlerova vláda využila jako záminky k masivnímu omezování lidských práv, byla emigrace německých filmových pracovníků v plném proudu. Také tři nejvýraznější režiséři, Georg Wilhelm Pabst, Fritz Lang a Erich Pommer, opustili Německo a odjeli do Francie. Lang tu vytvořil pod vedením Pommera film Liliom, který ale nesklidil velký úspěch. Po jeho dokončení odjeli Pommer i Lang do Hollywoodu. Pabst odjel také, avšak pobyt neměl dlouhého trvání. Jeho filmy byly zklamáním a tak na výzvu Hitlera odjel roku 1939 zpět do Německa.
Když se Hitler dostal k moci, stal se jeden z jeho nejbližších spolupracovníků Joseph Goebbels velmistrem německého filmu. Jeho hlavním cílem bylo udělat z UFY distribuční monopol, který dosud ovládali zástupci těžkého průmyslu. Za druhé světové války se stala propaganda mimořádně důležitou složkou politiky všech zúčastněných. Pro všechny strany bylo zcela běžnou praxí vzájemné monitorování rozhlasového vysílání, vyhodnocování denního tisku, filmového zpravodajství apod. Na základě jejich analýzy a za současného sledování reakcí veřejnosti pak hodnotili vliv jak vlastní, tak protivníkovy propagandy a vyvíjely kontrapropagandu, jejímž účelem bylo vyvracet protichůdné propagandistické koncepty. O dominantní postavení na evropském kontinentě dlouhodobě usilovala nacistická propaganda. Hlava ministerstva propagandy a lidové osvěty, šéf propagandistického aparátu NSDAP a prezident filmové komory Goebbels, coby fanoušek kinematografie, se domáhal, aby byl natočen velkolepý film podobný ruskému Křižníku Potěmkinovi, o němž se vyjádřil: „Je to úžasně dobře udělaný film, jeden z těch, který ukazuje jedinečné filmařské mistrovství. Je to film, který by mohl k bolševikům přivést kohokoliv bez pevného ideologického přesvědčení. To znamená, že umělecké dílo může velice dobře vyhovovat politickým požadavkům a že může být sdělován s úspěchem dokonce i ten nejodpornější postoj, pokud je vyjádřen skrze médium, které má vynikající uměleckou kvalitu“.. Film, který se mu měl vyrovnat, však natolik zklamal, že nikdy nebyl uveden do kin. Ačkoliv Hitler při zřizování ministerstva propagandy a lidové osvěty důrazně požadoval provádět velkorysou propagační a osvětovou práci, aby nedošlo k politické letargii, byla pro německou společnost charakteristická spíše apatie. K té přispívala mimo jiné i únava z přemíry propagandy. Kromě toho navenek projevovaný souhlas byl často motivován strachem z možné represe.

Na filmy během války dohlížela především filmová společnost UFA, jež sdružovala všechny německé produkční společnosti – Bavaria Film, Berlin-Film, Terra Film, Tobis AG, Prag-Film a Wien-Film. Některé kinematografické podniky vlastnila sama strana NSDAP, jako například Deutsche Filmherstellungs- und Verwertungs-GmbH, zkráceně DFG. 
 Společnost DFG postupně vyrobila sérii filmů líčících teritoriální expanzi Třetí Říše – prvním byl třicetiminutový Osudový obrat (1939), jehož záměrem bylo podat členům nacistické strany i obyvatelstvu shrnující obraz politicko-vojenské akce, směřující k rozbití Československa, a „morálně“ ji ospravedlnit. Film vznikal pod značným časovým tlakem a je v každém ohledu relativně skromný. Dalším filmem DFG byl Polské tažení (1940), které líčilo okolnosti německého vpádu do Polska, následoval snímek Vítězství na Západě (1941) popisující německé tažení do západní Evropy a posledním filmem série byl Věčný Žid (1940), antisemitský pseudodokument v němž byly využívány především snímky z polských ghett. Nacistický film se začal plnit mnoha průměrnými a podprůměrnými talenty, především těmi, kteří označili kammerspiel a expresionismus za projevy „zvrhlého umění“ a kteří začali natáčet pro UFU výpravné historické filmy, například film Flétnový koncert v Sanssouci. A i když nacistické Německo mělo plné sklady kinematografického materiálu a dobře vybavené ateliéry, jejich filmy neměly žádnou významnou uměleckou hodnotu a sloužily především k propagaci války. Snímky, které mohly vzbudit velkou pozornost, byly ostře kritizovány, cenzurovány nebo zakázány.

#### Francouzská realistická škola
Příchod zvuku přinesl francouzské kinematografii optimismus. Zvýšil se počet filmů z ročních padesáti na sto a pak na sto padesát. Trh ovládaly dva filmové monopoly – Pathé-Nathan a Gaumont-Franco-Film-Aubert. Francie neměla možnost využívat komerční zvukový systém a tak musela platit za zvukové zařízení kin a ateliérů obrovské poplatky Americe a v menší míře i Německu. Tyto náklady brzdily dovoz cizích filmů. Bernard Natan, spoluvlastník Pathé, byl obviněn z podvodů a zatčen. Následoval krach jeho společnosti (1935) a zanedlouho i Gaumont-Franco-Film-Aubert.
V poušti oněch černých let francouzské kinematografie stačilo trochu upřímnosti, několik dětských tváří a smysl pro všední život, aby se počalo mluvit o mistrovském díle. Právě toto vedlo k tomu, že francouzská produkce byla na rapidním poklesu a jen za dva roky se počet filmů snížil o jednu třetinu. Krachující filmové monopoly však vedly k nové volné konkurenci – „Naštěstí poskytl úpadek hlavních velkých společností kolem roku 1935 nezávislým producentům a režisérům příležitost, aby mohli natáčet filmy, které přes svůj poměrně malý počet tvořily slavnou francouzskou školu, jíž lze nazvat poeticko-realistickou.“
Začala tak nová éra, která byla zahájena příchodem Jacquesa Feydera. Ten natočil známé filmy jako např. Velká hra nebo Penzión Memosa. Právě druhý zmiňovaný film popisuje určité společenské vrstvy, které se živí hrou – krupiéra z Monte Carla. Sám režisér film komentoval, že by dal přednost „konfliktu mezi dělníky a zaměstnavateli“. Těmito dvěma filmy se Feyder stal první osobností nové francouzské školy, která od roku seskupovala Jeana Renoira, Marcela Carného, Jeana Viga, Marcela Pagnola a Juliena Duviviera.
Renoir se svými filmy z této doby ovlivnil celou mezinárodní kinematografii. Dokázal totiž využít přirozených zdrojů světla a zvuku a zapojení krajiny. Především pak zdokonalil hloubku ostrosti, která umožňovala zobrazit stejně ostře věci, které se navzájem nacházejí v prostorovém odstupu. Úběžný bod, k němuž vše na obraze směřuje, vytváří souvislosti mezi všemi částmi obrazu a dává smysl i nejmenším detailům. Pomocí optiky tak mohl bez použití střihu přecházet do různých plánů obrazu. Jeho nejvýraznějším filmem, kde mohl naplno uplatit své poznatky, byl Pravidla hry (1939). Zde odhalil hodnoty, na které se společnost orientovala tím, že srovnal svět pánů a sloužících. Film, provokativní směs melodramatu a frašky, byl několik týdnů po své premiéře zakázán coby „demoralizující“.
„Podivná válka“ téměř přerušila filmovou produkci, kterou již brzdil Mnichov. To vedlo k tomu, že Duvivier, Renoir, Gabin a Morganová emigrovali do Spojených států. Feyder odjel do Švýcarska. A i když počet celovečerních filmů ve Francii klesal, naopak dvě kategorie, dokumentární a kreslený film, se začaly pomalu úspěšně rozrůstat.

#### Další rozvoj filmu v Rusku
Sovětský zvukový film se projevil o něco později. Toto zpoždění způsobila tvorba vlastního kinematografického materiálu, díky němuž nemuseli Sověti platit poplatky za materiál z ciziny. Ještě roku 1930 byly natáčeny němé filmy, např. Kulička. Ten se stal prvním filmem natočeným výhradně na sovětský pozitivní a negativní materiál.
Jako první významnější režisér se zpět do Ruska vrátil Vsevolod Pudovkin. O něco později ho následoval Ejzenštejn, který původně emigroval roku 1928 do Francie. Odtud odjel do Hollywoodu. Zde se nedočkal žádného uskutečnění z návrhů, s nimiž postupně přicházel. Tato záměrně organizovaná nečinnost ho donutila odjet do Mexika. I zde skončil neúspěšně a tak se vrátil zpět do Moskvy.
Prudký rozmach sovětské školy přilákal do SSSR cizí režiséry: Hanse Richtera, Bélu Balázse, Jorise Ivense a známého divadelníka Erwina Piscatora, vyhnaného nacisty z Německa.
První pětiletý plán, který byl tehdy již v proudu, vedl k rozvoji nejrůznějších kulturních klubů v továrnách a časopisů, řízených samotnými dělníky. Počátek velkého rozvoje sovětská kinematografie zaznamenala filmem Čapajev, dílem režisérské dvojice Sergeje a Georgije Vasiljevových. Film byl úspěšným především díky kolektivní práci. Herci studovali své role s právě takovou svědomitostí jako režiséři, žili dlouho s vojáky, kteří tu vystupovali ve velkých bojových scénách, a tyto okolnosti usnadnily jejich roli. Popularita snímku byla velká, především zásluhou moderního hrdiny, který žil vlastním životem. Film získal nevšední věhlas svou silnou a pravdivou lidskostí. Jeho úspěch podnítil k natáčení dalších historických postav a jejich hrdinských činech, např. Profesor Mamlock (1938) od Vladimíra Rapoporta o životě antifašisty v nacistickém Německu.
Než došlo k vypuknutí druhé světové války, byla sovětská kinematografie bohatá a rozmanitá a společně s Francií byla na prvním místě. To si ale málokdo v té době uvědomoval, protože mnoho západních států zavedlo cenzuru a zabránily tak přístupu sovětských filmů na jejich trh (francouzská cenzura nepřipustila například po roce 1936 ani jediný sovětský film). Tyto zákazy vznikaly v době, kdy film v Rusku dosáhl nových vrcholů metodou socialistického realismu a pod vlivem soutěžního ducha, vyvolané pětiletými plány.

#### Anglická filmová produkce
Anglická kinematografie byla na konci 20. let v krizi. Průměr natočených filmů se pohyboval okolo třiceti za rok. Změna však přišla roku 1927, kdy byl odhlasován takzvaný Filmový zákon (Cinematograph Films Act), podle něhož byla britská kina nucena dodržovat pětiprocentní kvótu – to znamená 5 % celkové hrací doby v roce vyhradit filmům domácí výroby – a rozsah domácí výroby byl stanoven minimálním počtem 50 filmů. V příštích deseti letech se kvóta postupně zvyšovala na 20 procent. Zákon vedl ke zvýšení prosperity. Během dalších let se průměr rapidně zvýšil, na 150 filmů ročně. Jako první mezinárodní úspěch zaznamenal Herbert Wilcox svým filmem Úsvit. V této době se také na filmové scéně objevují talentovaní režiséři Anthony Asquith a Alfred Hitchcock.

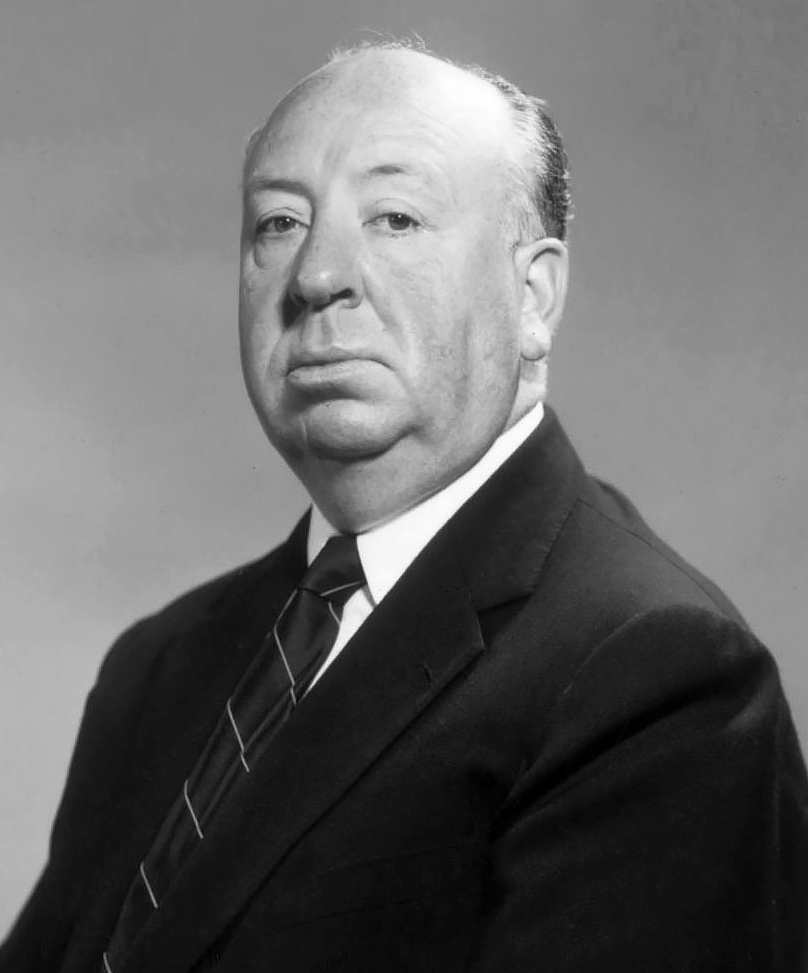
Sir Alfred Hitchcock

První anglický zvukový film Její zpověď natočil Hitchcock roku 1929. Zde se projevil jeho smysl pro dobře postavený scénář kriminálního filmu a technickou vynalézavost v působivých záběrech kamery, ve střihu a ve využití zvuku. Další filmový úspěch na anglické půdě zaznamenal snímek Šest žen Jindřicha VIII. režiséra Alexandera Kordy. Film byl inspirován úspěchem Lubitschova berlínského filmu Anna Boleynová. Šest žen Jindřicha VIII. znamenal pro anglickou kinematografii začátek nového rozmachu. Korda se díky filmu stal významným anglickým režisérem a samostatným podnikatelem a začal kupit výpravné velkofilmy mezinárodního rázu – Poslední lásky dona Juana (1934; mimo jiné poslední film Douglase Fairbankse) a Miláček slonů (1937).
Anglie neměla dostatek kvalifikovaných umělců a proto se ve zvýšené míře obracela na zahraniční režiséry, např. na francouzského Claira, na německého Paula Czinnera a Bertholda Viertela nebo na režiséra prvního českého zvukového filmu Když struny lkají Friedricha Féhera.
Režisér a producent John Grierson kolem sebe nashromáždil skupinu mladých dokumentaristů, kteří chtěli přiblížit rozličné kultury, především ale všední den prostých rolníků, rybářů, horníků a dělníků. Ve filmech jako jsou Problémy s bydlením (1935) nebo Loděnice (1937) poukazovali i na sociální problémy.
Nejlepším režisérem v předválečném období Anglie byl Alfred Hitchcock. Jeho nejvýraznějším dílem bylo 39 stupňů (1935), dokonalý kriminální román z prostřední realistické Anglie. Jeho vliv a talent přispěl k vytvoření školy, zatímco mladí britští režiséři se zmítali mezi dvěma protilehlými póly: dokumentarismem a „kordovským“ slohem. Dokumentaristé totiž vyvinuli, pod vlivem sovětského revolučního filmu, rytmické montážní techniky a převzali metody inscenace z hraného filmu. Obzvláště kreativní se ukázali být v kombinovaném nasazení ruchů, hudby a mluveného komentáře.
Krátce před druhou světovou válkou byl britský film v krizi, kterou zahájení nepřátelství ještě zvýšilo (v roce 1940 bylo natočeno pouze na padesát filmů).

#### Klasický Hollywood

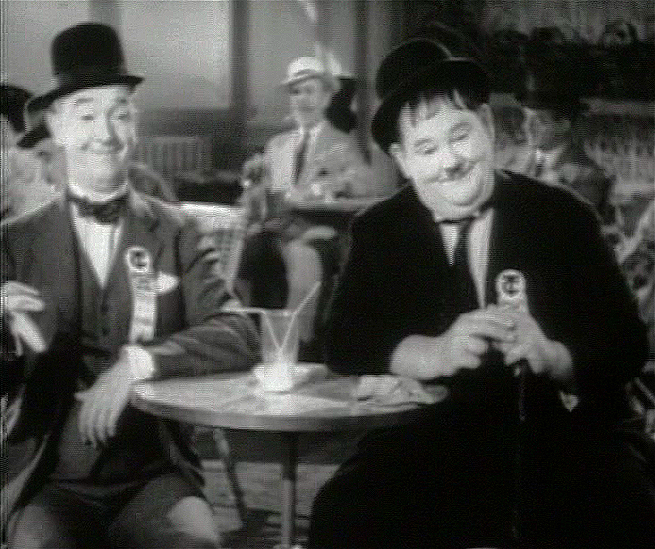
Laurel a Hardy v hlavní roli ve filmu Laurel a Hardy v cizinecké legii (1939)

30. léta byla velká éra klasického Hollywoodu, kdy vznikaly četné nové žánry a postupně se stával „továrnou na sny“, jejíž napínavé či veselé filmy dovolovaly lidem krátkodobý únik z deprimující reality jejich všedního dne. Téměř všechny žánry reprodukovaly mýtus o zemi neomezených možností a přísahaly v nekonečných variantách na „americký sen“ velké kariéry „od umývače talířů k milionáři“.
V New Yorku se 1. května 1930 začal promítat Milestonův protiválečný film Na západní frontě klid. Dne 23. května měl v Berlíně premiéru další film o hrůzách první světové války, Západní fronta 1918 Georga Wilhelma Pabsta. Oba filmy ukazovaly každodenní umírání vojáků v zákopech v letech 1914–1918. Odmítání „hurávlastenectví“ vzbudilo odpor pravicových kruhů, především pak v Německu a Rakousku, kde byl film Na západní frontě klid dokonce zakázán.
Vývoj gangstera od drobného vykrádače benzinových pump ke králi podsvětí bylo námětem filmu Malý Caesar (Little Caesar, 1931). V tomto filmu poprvé ukázal Hollywood otevřeně realitu zločinu v USA. Odkláněl se tím od dosavadních kriminálních filmů, v nichž byl ústřední postavou pachatel nebo detektiv. Na pozadí hospodářské krize a obrovské nezaměstnanosti ukazuje Malý Caesar obraz Ameriky, který nemá nic společného s dřívější vírou v pokrok – k blahobytu nevede poctivost a zdatnost, ale dravý egoismus a brutalita. Film naznačuje, že průměrný Američan žije ve světě, kde většinou vítězí síla a bezohlednost. Ve všech těchto obdobných filmech je zločin interpretován jako reakce na naprosté selhání politiky a ekonomiky, a tím je zároveň ospravedlňován.
V této době se na americké scéně objevují populární Stan Laurel (vl. jménem Artur Stanley Jefferson) a Oliver Hardy, kteří jsou přímo vzorovou komickou dvojicí. Díky naprosto protikladné osobnosti už kontrast jejich zevnějšku budí smích. Laurel, který přišel ke skupině komiku Freda Karna do USA zároveň s Charliem Chaplinem roku 1910, je drobný, nesmělý, snadno se rozpláče a chová se jako dítě.

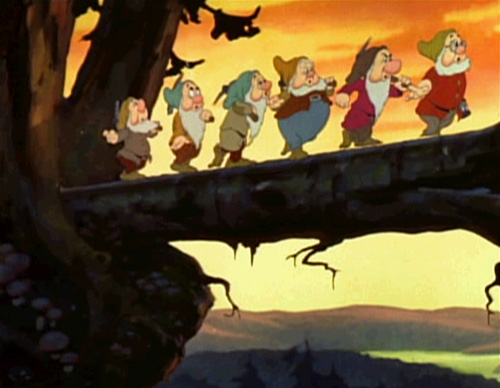
Velice známá píseň Heigh-Ho z animované pohádky Sněhurka a sedm trpaslíků (1937) z dílny Walta Disneye

Rozvážný Hardy je jenom zdánlivě suverénní, toleruje však vlastnosti svého parťáka a bezvýchodné situace, kdy Stan už nezadržitelně pláče a kvituje rezignovaným pokrčením ramen. Dvojice se dokonale přizpůsobila zvukovému filmu – jejich pisklavý hlas dodal ještě více komičnosti. Producent Hal Roach vytvořil z těchto dvou jenom průměrně úspěšně herce. I přesto do roku 1945 vzniklo bezpočet krátkých i celovečerních filmů, většinou velmi úspěšných.
Roku 1937 vznikl podle pohádek bratří Grimmů první kreslený film Walta Disneye, populární Sněhurka a sedm trpaslíků. Náklady předstihly všechno, co bylo do té doby vloženo do sektoru animovaného filmu. Práce na tomto proslulém filmu trvala tři roky namísto předpokládaných 18 měsíců, výdaje vzrostly až šestinásobně – z 250 000 na 1,5 miliónů dolarů. Štáb 570 kreslířů vypracoval podle přesných předloh více než milión jednotlivých obrázků. Jednotlivé pasáže – jako například cesta sedmi trpaslíků domů, trvající ve filmu pouhou minutu, zaměstnávala pět kreslířů celého půl roku. Vysoké výdaje vznikly proto, že každý trpaslík musel mít své nezaměnitelné pohyby, aby si divák nemohl splést třeba Prófu se Stydlínem. Ve Sněhurce se zúročily bohaté zkušenosti, které Walt Disney získával již od roku 1928 svými sedmiminutovými krátkometrážními filmy. Tento kasovní trhák vynesl hodně přes 8 miliónů dolarů.

#### Filmová produkce v Československu
Česká kinematografie projevila ve třicátých letech velkou životnost. Producenti se snažili vyniknout na mezinárodní scéně a dokázat, že český film je schopen mezinárodní soutěže. Jako první, kdo dosáhl mezinárodního uznání (a hned dvakrát), byl Gustav Machatý. Filmy Erotikon (1929) a Extáze jsou nepříliš komplikované příběhy manželské nevěry zpracovány s velkým smyslem pro vyjádření atmosféry místa děje – zejména ve scénách z nádražního prostředí v Erotikonu a ve scénách z venkova v Extázi. Film Extáze byl úspěšný také především malým počtem dialogů, což v době teprve se rozvíjejícího zvukového filmu sklidil pozitivní ohlas.
Josef Rovenský patřil v té době mezi nejtalentovanější české filmové tvůrce. Mezi jeho nejznámější snímky patří dramatický příběh o přátelství dvou dospívajících dětí Řeka (1933), filmové přepracování dramatu bratří Mrštíků Maryša (1935) nebo Hlídač č. 47 podle románu Josefa Kopty. Roku 1937 pak připravil i filmový přepis románu Marie Majerové Panenství, avšak zemřel dříve než dílo stačil natočit. Toho se později ujal začínající režisér Otakar Vávra.
V tomto období se do povědomí obecenstva zapsal také jeden z nejplodnějších českých režisérů Martin Frič. Jeho film Jánošík (1935) získal mezinárodní úspěch na filmovém festivalu v Benátkách. Jeho tvorba se zaměřovala především na veseloherní žánr, i když jeho jméno je spjato i s adaptacemi vážně zaměřených děl literárních (Hordubalové) a dramatické tvorby (Lidé na kře). V natáčení veseloher získal zkušenosti hned na počátku zvukové éry při realizaci série filmů se známým českým divadelním a filmovým komikem Vlastou Burianem. V žánru moderních společenských komedií měly velký úspěch u diváků jeho filmy s oblíbeným jevištním veseloherním herce Oldřichem Novým, kterého Frič první přivedl před kameru (Kristián, Eva tropí hlouposti, Roztomilý člověk, Katakomby atd.). Mezi další významné režiséry tohoto období patří Miroslav Cikán, František Čáp, J. A. Holman, Vladimír Slavínský a Otakar Vávra. Celkově se pak v protektorátních letech režírovalo nebo se na režii podílelo 23 tvůrců, kteří natočili 114 filmů.
Koncem roku 1939 se v Mánesu sešlo asi padesát spisovatelů, herců a filmových pracovníků, aby se shodli na dalším postupu. Značný počet spisovatelů zastával názor, že pro budoucnost českého filmu by bylo užitečné, kdyby jej v té chvíli nacisté zlikvidovali, aby se po jejich porážce mohlo začít znovu. Stanovisko filmařů a části herců bylo odlišné, argumentovali s tím, že v době nacistického teroru je každé slovo, které zazní v kině z plátna, nedocenitelnou oporou pro morálku a psychiku obyvatelstva. Nakonec byly dohodnuty tři principy, na nichž měla česká filmová tvorba stát: „Nepřipustit jakákoli ústupek směrem ke kolaboraci s okupanty, což znamená volit jen velice opatrně současnou tematiku. Podporovat u diváka národní vědomí a vůli k rezistenci tím, že ho vrátíme k minulosti – ke klasickým autorům, k době národnostních zápasů. Do třetice je nutno usilovat všemi prostředky o postupné zvyšování celkové kvality tvorby.“
Do konce roku 1941 pak byly zlikvidovány všechny české výrobní firmy a zůstaly jen dvě produkční společnosti – Lucernafilm a Nationalfilm. Všechny půjčovny byly sjednoceny do monopolního podniku Kosmos, který tak měl vedle Lucernafilmu a Nationalfilmu jediný právo k distribuci českých filmů. Filmové organizace se těsně po začátku okupace sdružily do Ústředí filmového oboru, z nějž vzniklo Filmové ústředí v Čechách a na Moravě, v němž ovšem neměli Němci zastoupení a organizace se snažila hájit autonomii české filmu. Proto zřídil v roce 1941 říšský protektor Českomoravské filmové ústředí, zkráceně ČMFÚ, kam byla z ministerstva obchodu převedena veškerá kompetence v oboru kinematografie. V roce 1939 ministerstvo vnitra zakázalo filmy Hej rup!, Svět patří nám, Třetí rota, M. R. Štefánik, Poručík Alexandr Rjepkin, Jízdní hlídka, Neporažená armáda a C. a k. polní maršálek. V letech 1939–1944 bylo zakázáno 113 českých hraných filmů předválečného období, které nějakým způsobem mohly podporovat národní vědomí či obhajovat ideu české nebo československé státnosti. S příchodem Reinharda Heydricha do Prahy na podzim 1941 byla cenzura ještě zpřísněna. Postupně pak filmová cenzura přešla z ministerstva vnitra do kompetence gestapa.

### Dějiny filmu od roku 1940 do 1950

#### Studená válka v Hollywoodu
V říjnu 1940 v listu New York Times Herald Tribute napsal: „Nedostižný Charles Chaplin se vrátil na scénu v mimořádném filmu. Diktátor je ostrým komickým komentářem ke světu, jenž zešílel. Má solidní strukturu neodolatelného humoru a rovněž plane hněvem.“ Chaplinův první mluvený film, chabě zakrývaná satira na nacistické Německo, vydělal více peněz než všechny jeho ostatní filmy. On i svět však měli k hněvu pádné důvody.

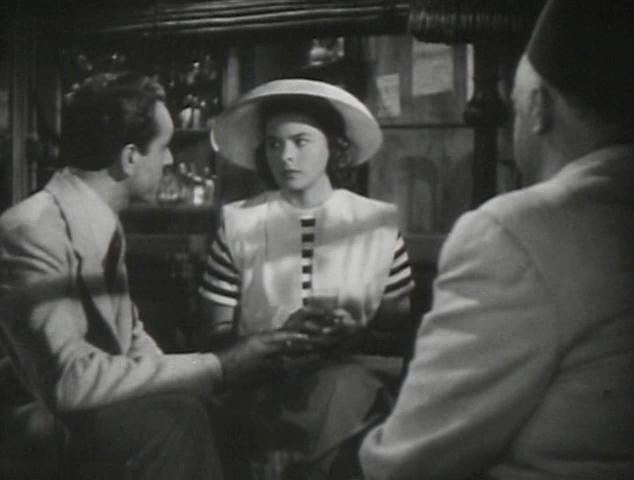
Ukázka z filmu Casablanca, jedním z nejznámějších filmů 40. let

Třebaže USA byly ve válce neutrální až do bombardování Pearl Harboru Japonskem 7. prosince 1941, Hollywood jako by byl v předválečné pohotovosti několika filmy na toto téma natočenými před náletem. York Četař (1941) Howarda Hawkse, v němž hrál hlavní roli Gary Cooper, se sice odehrával za první světové války, byl však útokem proti izolacionismu. K dalším filmům, které vyzývaly Ameriku, aby se chopila zbraní a vyzdvihovaly ctnosti demokracie proti brutalitě totalitních režimů, patřily Paní Miniverová Williama Wylera, Casablanca Michaela Curtize odehrávající se ve válečném Maroku v roce 1941 a Být, či nebýt Ernsta Lubitshe. Vypuknutí války v Evropě ohrožovalo životně důležitý hollywoodský zahraniční obchod. Vývoz studií do států Osy – hlavně Německa, Itálie a Japonska – klesl v letech 1937–1938 prakticky na nulu. Hollywood však přesto čerpal třetinu svých celkových příjmů ze zahraničních trhů, zejména Velké Británie. Koncem roku 1940 zůstala Británie jediným význačným zahraničním útočištěm Hollywoodu.
V Hollywoodu se studia ve snaze pokrýt rostoucí poptávku po kvalitních filmech buď obracela na nezávislé producenty, jejichž řady se ve 40. letech rychle rozrůstaly, nebo poskytovala svým vlastním talentům, které pro ně pracovaly na smlouvu, větší tvůrčí svobodu. Ve studiu Paramount získal Cecil B. DeMille status „kmenového nezávislého“ producenta, což mu zajistilo dohodu o podílu na zisku z jeho filmů. Rostoucí sílu nezávislých filmových tvůrců a vrcholných talentů pracujících na smlouvu počátku 40. let posílil vzestup profesních svazů – Svaz scenáristů, Svaz režisérů, Svaz filmových herců – což vážně ohrozilo kontrolu studií, zvláště z hlediska pravomoci umělců k rozhodování o vlastní práci. Největší talenty navíc odcházely na volnou nohu. To dále podrylo zavedený systém smluv, jenž byl klíčovým faktorem pro nadvládu studií.
Roku 1940 natočil Walt Disney průkopnický film Fantasia, jenž stál na počátku prostorového ozvučení filmů. Na rozdíl od moderních filmů využíval jen tříkanálové ozvučení. V té době ovšem ještě drtivá většina kin nebyla na vícekanálový zvuk připravena.

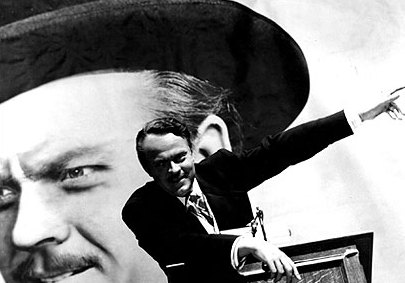
Orson Welles v hlavní roli filmu Občan Kane, často prohlašovaným jako nejlepší film všech dob

Navzdory úspěchu snímku Fantasia a prvního amerického filmu Alfreda Hitchcocka Mrtvá a živá (oba 1940) se RKO (Radio-Keith-Orpheum, studio vzniklé roku 1927, jehož logem byl stožár přenášející vlnové signály stojící na zeměkouli) potýkala s vážnými finančními problémy. Distribuční systém RKO těžce postihlo, když si Walt Disney, David O. Selznick (který přivedl Hitchcocka do Hollywoodu) a Samuel Goldwyn založili vlastní distribuční firmy. RKO, která usilovala o rychlou návratnost, vsadila na 26letého Orsona Wellese a jeho Občana Kanea (1941). Snímek jí sice vynesl prestiž, nikoliv však peníze.
Americký filmový průmysl byl ve 40. letech extrémně plodný a produktivní, kdežto evropská filmová produkce v důsledku války trpěla. Hollywoodská produkce dosáhla svého vrcholu v letech 1938 až 1946, návštěvnost se vrátila na úroveň před velkou hospodářskou krizi, kdy návštěvnost ve Spojených státech dosáhla 90 milionů týdně. Ve Spojených státech připadalo v roce 1938 na jednu domácnost 2,52 návštěvy kina za týden. V roce 1942 2,33 a v roce 1946 to bylo ještě 2,34 návštěvy na domácnost za týden. Pro srovnání, v roce 1986 to bylo 0,23 návštěvy za týden.. Dějové filmy nabízely masám snadný, nenákladný a dostupný prostředek, jak uniknout od dlouhé pracovní doby, uskrovňování a děsivých zpráv ze zahraničí. Westerny, technicolorové muzikály a propracované komedie byly dokonalým uklidňujícími prostředky.
Když Amerika vstoupila v roce 1942 do války, znamenalo to velké změny v postavení žen ve společnosti. Tradiční modely pro vyjadřování vztahu mezi mužem a ženou se stále více střetávaly s realitami světa, v němž ženy vykonávaly mužské profese a samy se staraly o domácnost, zatímco muži bojovali ve válce. To se odráželo v mnoha dobových filmech, v nichž hrály energické ženské hvězdy, jako například Barbara Stanwyck, Bette Davis a Joan Crawford. Ty vystupovaly v působivých melodramatech, k jakým patří Now, Voyager (1942) a Mildred Pierceová (1945).
Ochota angažovat se v seriózních konfrontacích se sociálními problémy s náboženskou a rasovou bigotností se však objevilo v době, kdy výbor pro neamerickou činnost Sněmovny reprezentantů (HUAC), podnícený senátorem Josephem McCarthym, zahájil své vyšetřování údajné komunistické infiltrace do filmového průmyslu. HUAC ohlásil, že hollywoodští filmoví tvůrci „využívají rafinované metody a ve filmech glorifikují komunistický systém“ a v říjnu 1947 zahájil veřejná slyšení, při nichž vyslýchal „přátelské“ svědky (vstřícné k účelům výboru), k nimž patřili Adolphe Menjou, Ronald Reagan, Robert Taylor a Gary Cooper. Deset takzvaně „nevstřícných“ svědků bylo ke slyšení předvoláno soudně. Hollywoodská desítka, jak se jí říkalo, byla uvězněna, když její příslušníci prohlásili, že jim pátý dodatek americké ústavy dává právo odmítnout odpovídat na otázku, zda jsou či nejsou komunisté. Jeden z nich, režisér Edward Dmytryk, se později odvolal. Nakonec se více než 300 filmových umělců a techniků ocitlo na černé listině, smlouvy s nimi byly ukončeny a jejich kariéra skončila. Někteří pracovali pod falešnými jmény nebo odešli do zahraničí.

#### Francouzská tradice kvality
Po vítězství ve druhé světové válce se Francie pomalu zotavovala z úpadku filmového umění a novou tvorbu filmů zajišťovaly především menší a střední společnosti, zatímco se velké filmové korporace jako Pathé nebo Gaumost zaměřily na jejich distribuci do kin. V počátcích poloviny čtyřicátých let domácí výroba klesala na úkor velkého importu zahraničních, především amerických, filmů. Vláda se proto rozhodla filmový průmysl více podporovat a roku 1946 proto vzniklo Centre national de la cinématographie (CNC, česky Centrum národní kinematografie), které mělo primární úkol zajistit dostatečnou podporu francouzské kinematografie. Toto centrum má pod dohledem ministerstvo kultury a v roce 1948 zavedlo legislativu, která obsahovala kvóty na dovoz cizích filmů a daň ze vstupného. Díky tomu měl film z francouzské produkce průměrný rozpočet 30 milionů franků. I když se finanční podpora ze strany vlády postupně zvyšovala, stále zde byla silná americká konkurence. Společnosti, které se často pohybovaly nad propastí krachu, stále častěji využívali koprodukce s Itálií, jejíž kinematografie byla na vzestupu.
V poválečné Francii vládl styl pojmenovaný kritiky jako „tradice kvality“. Filmy byly adaptace klasických literárních děl, které nešetřily bohatých výprav, efektů, složitým osvětlením či extravagantními kostýmy. Výrazné osobnosti tohoto stylu byli především scenáristické duo Jean Aurenche a Pierre Bost, kteří se proslavili adaptacemi děl Georgese Feydeaua, Colette, Stendhala a Émile Zoly. Jejich snad nejznámějším filmem zůstávají Zakázané hry (1952), režírované René Clémentem, které demonstrují morbidní dětské rituály satirizující církevní posedlost smrtí. Další známou scenáristicko-režijní dvojicí byli Charles Spaak a André Cayatte, kteří se svou tvorbou zaměřili především na kritiku francouzské justice a občas dosahuje až moralizujícího postoje. Henri-Georges Clouzot se namísto klasického romantismu zaměřil na tvorbu sarkastických thrillerů popisující měšťáckou společnost (např. Nábřeží zlatníků, Mzda strachu nebo Ďábelské ženy).
V roce 1946 se ve Francii navíc poprvé uskutečnil dnes již tradiční Filmový festival v Cannes, který měl představovat hlavního konkurenta italského festivalu v Benátkách.

#### Neorealismus v Itálii
Během 30. let byla italská kinematografie pod přísným dohledem diktátora Benitem Mussolinim, který však zároveň nechal postavit filmové studio Cinecittà a italský film dostatečně financoval. Natáčely se zejména propagandistické fašistické filmy, komedie nebo melodramata, které byly obecně označovány jako tzv. bílé telefony (podle typické buržoazní dekorace). Odpor k této vládní cenzuře vznikl v okruhu redakce časopisu Cinema (který mimo jiné vedl Mussoliniho syn Vittorio). Vznikl tak nový styl neorealismus, který se zaměřil především na konkrétního člověka, prostou osobu z lidu. Tu představoval neherec a prožíval všední problémy a potřeby natáčené ve skutečných exteriérech.
Za první snímek natočený ve stylu neorealismu je Posedlost od režiséra Luchina Viscontiho. Dalším známým režisérem byl Roberto Rossellini, který umožnil díky své filmové trilogie Řím, otevřené město (1945) – Paisá (1946) – Německo v roce nula (1947) prosadit nový italský film nejen v Evropě, ale i ve Spojených státech. Neorealismu nejlépe odpovídají filmy Vittoria de Sicy, který buduje drama a napětí z drobných všednodenních detailů ze života obyčejných lidí (například Děti ulice (1946) nebo Zloději kol (1948)). Některé filmy mapovaly problémy vesnického života. Mezi ně patří nepochybně snímek Hořká rýže (1949), který ukazoval využívání mladých žen, donucených ke špatně placené práci na farmách a nahnaných do ubytoven, které se podobaly vězení.